# Polná
Polná (německy Polna) je město na východě Čech v kraji Vysočina, v okrese Jihlava, 14 km severovýchodně od Jihlavy, 17 km jihovýchodně od Havlíčkova Brodu, 20 km jihozápadně od Žďáru nad Sázavou a 35 km severozápadně od Třebíče. Žije zde přibližně 5 300 obyvatel. Historické jádro města je městskou památkovou zónou. V roce 2007 byla Polná vyhlášena historickým městem roku 2006.

## Název
Název Polná podle Antonína Profouse vznikl jako adjektivum od pole ve významu obdělávaný pozemek. Jiné teorie název Polná odvozují od slov polní hlídka, polom (vymýcení lesa) či plamen (žďáření). Od první zmínky v roce 1242 se objevuje převážně název Polná, pouze v letech 1542 a 1547 je zaznamenána německá podoba Polnau. Vyskytují se rovněž názvy Polnau, Polmna či Polm. Židovský název města v hebrejštině zní פולנא.

## Historie
Polná vznikla jako trhová ves a etapový bod Haberské stezky v první čtvrtině 13. století. První osada pravděpodobně stála v místech Sezimova náměstí. Tvořilo ji deset (maximálně 20) menších nadzemních i polozahloubených obydlí srubové či kůlové konstrukce s dalším hospodářských příslušenstvím. Podle archeologických nálezů lze usuzovat, že zdejší osídlení je starší. Na Sezimově náměstí byl nalezen hrnec zdobený na podhrdlí rytou vlnovkou, který pochází z přelomu 12. a 13. století. V roce 1856 byla v Horním Městě nalezena dvouuchá amforka, kamenná sekerka, sekeromlat z kultury se šňůrovou keramikou (3. tisíciletí př. n. l.) Roku 1862 byl na východním okraji města mezi Ochozským potokem a silnicí do Záborné nalezen depot antických mincí – 14 tetradrachem, které byly raženy v Alexandrii z billonu, pocházejí převážně ze 2.–3. století n. l. Na aversu mají hlavy římských imperátorů (Philippus Arabs, Tacitus, Claudius Gothicus, Probus, Diocletianus, Maximinus). Při hloubení sklepů měšťanského pivovaru v Komenského ulici se našly pozůstatky šňůrové keramiky, v Kleštěru byzantský kamenný křížek.

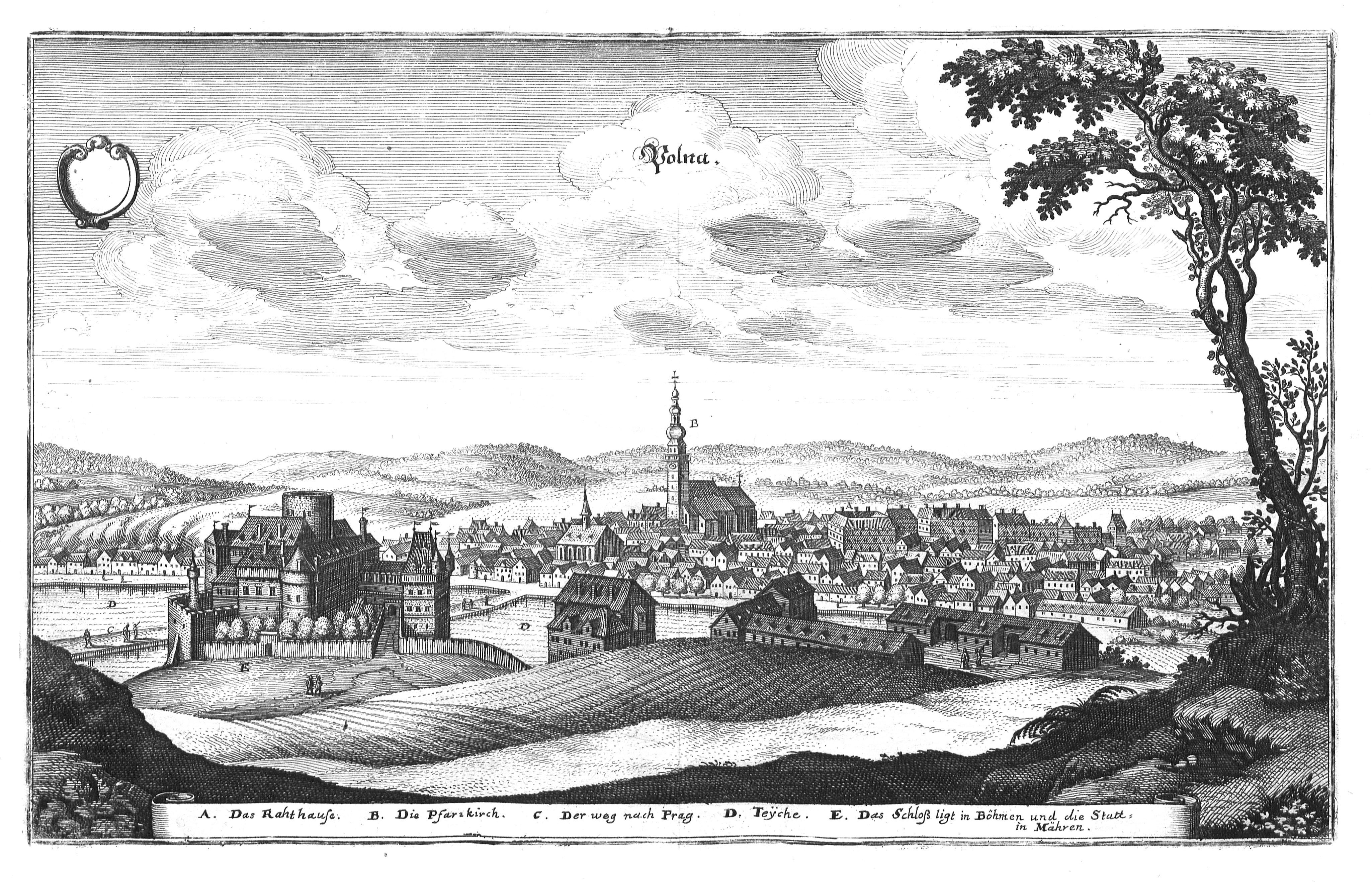
Veduta Polné z roku 1617

První zmínka pochází ze 7. července 1242, kdy na hradě Křivoklát český král Václav I. potvrdil majetkovou listinou Jana I. z Polné, kterou věnoval kostel a dvě sousední vsi (Jankov a Skrýšov) Řádu německých rytířů. Jan z Polné je tak prvním písemně zaznamenaným majitelem Polné. Po Janově smrti okolo roku 1250 se majetku ujal rovněž Jan z Polné (uváděn často jako Jan II. z Polné). Koncem 13. století Polnou zdědili jeho synové Vikart a Záviš. Vikart působil jako přísedící zemského soudu v Brně kolem roku 1320 prodal Polnou Jindřichovi z Lipé. V listině z roku 1326 vydané v Malborku píše velmistr německého řádu Wernher von Orseln poprvé o Polné jako o městě. V roce 1345 požár zlikvidoval prakticky celé město. Podle dokumentu z roku 1346 vedla přes Polnou důležitá cesta do Prahy, prvotní sídliště souviselo s ochranou této cesty a zemskou hranicí mezi Čechami a Moravou. Jan z Polné pravděpodobně započal se stavbou hradu v polovině 13. století – podle rytiny v Merianově topografii šlo o tzv. bergfritovou dispozici. Listinou z 6. dubna 1356 prodává Čeněk z Lipé Ješkovi z Pirkštejna Polnou a Dobroutov, Věžnice, Hrbov, Bukovou, Šachotín, Špinov, Nížkov, Sirákov a Poděšín. Ješek Ptáček z Pirkštejna daroval městu významná privilegia – zřízení deseti masných krámů, právo vaření piva a povolil městu užívat pečeti s ostrvemi a kaprem, které měli Pirkštejnové ve znaku. Za vlády Jana Ptáčka z Pirkštejna bylo město rozšířeno a začalo se dělit na předměstí – Dolní Město, Horní Město, Zápeklí a Kateřinov. V roce 1413 je poprvé uvedeno zasvěcení polenského farního kostela Panně Marii.
V dobách husitských válek vládl v Polné Hynce Ptáček z Pirkštejna, vůdce strany podobojí, který k Polné přikoupil Přibyslav a hrad Ronov. Polná se tak stala sídlem panství (později polensko-přibyslavského). Hynce zemřel 27. srpna 1444, v roce 1446 se jeho vdova Anna z Hradce provdala za Jindřicha z Michalovic, který jako poručník její dcery Žofie spravoval i Polnou. Polenský špitál založil Jan Sezima z Rochova podle listiny z 21. října 1447 pro 12 chudých, provoz byl financován z domu a dvou vsí (Skrýšova a Janovic), který pro tento účel věnoval. Do poloviny 15. století místní faru držel řád německých rytířů.
V roce 1463 sňatkem s Markétou, dcerou Hynce Ptáčka, vyženil Polnou Viktorín z Poděbrad, syn krále Jiřího z Poděbrad, 16. ledna 1468 Viktorín Polnou prodal za 10 500 kop grošů Burianu Trčkovi z Lípy, který téhož roku zemřel a majetek se vrátil zpět. Za válek proti Matyáši Korvínovi odtud od roku 1468 král Jiří řídil důležité vojenské operace a mírová jednání. 8. října 1468 se lstí Janovi ze Šternberka podařilo zmocnit Polné, rod Šternberků začal hrad používat jako základnu svých válečných výprav, na počátku roku 1469 zde pobýval i uherský král Matyáš. Po smrti Zdeňka (otec Jana ze Šternberka) 4. prosince 1476 se pány panství stali jeho synové Jaroslav a Zdeslav. V roce 1479 se katolická strana usmířila s králem Vladislavem a Viktorín, který se během svého zajetí stal přívržencem krále Matyáše, získal Polnou zpět. 5. listopadu 1479 Viktorín vydal privilegium – podobný právní řád jako měla Jihlava s výjimkou řemesel, která stále spadala pod pravomoc vrchnosti. Svůj dům uprostřed rynku (na Husově náměstí, dnes zvaný U Rytířů) věnoval městu, aby zde měšťané zřídili radnici. Dovolil provozovat výčep vína a sklad soli, jejichž výtěžek měl jít na udržování městských hradeb. Udělil Polné rovněž právo užívat městský znak a právo pečetit. Polenské panství dále rozšiřoval, nechal opravit hrad, vystavět rybník Peklo i městské opevnění, roku 1482 na jeho pokyn vznikl rybník Velké Dářko. Roku 1483 poskytl v době morové epidemie polenský hrad k užívání králi Vladislavu II. a jeho dvoru.

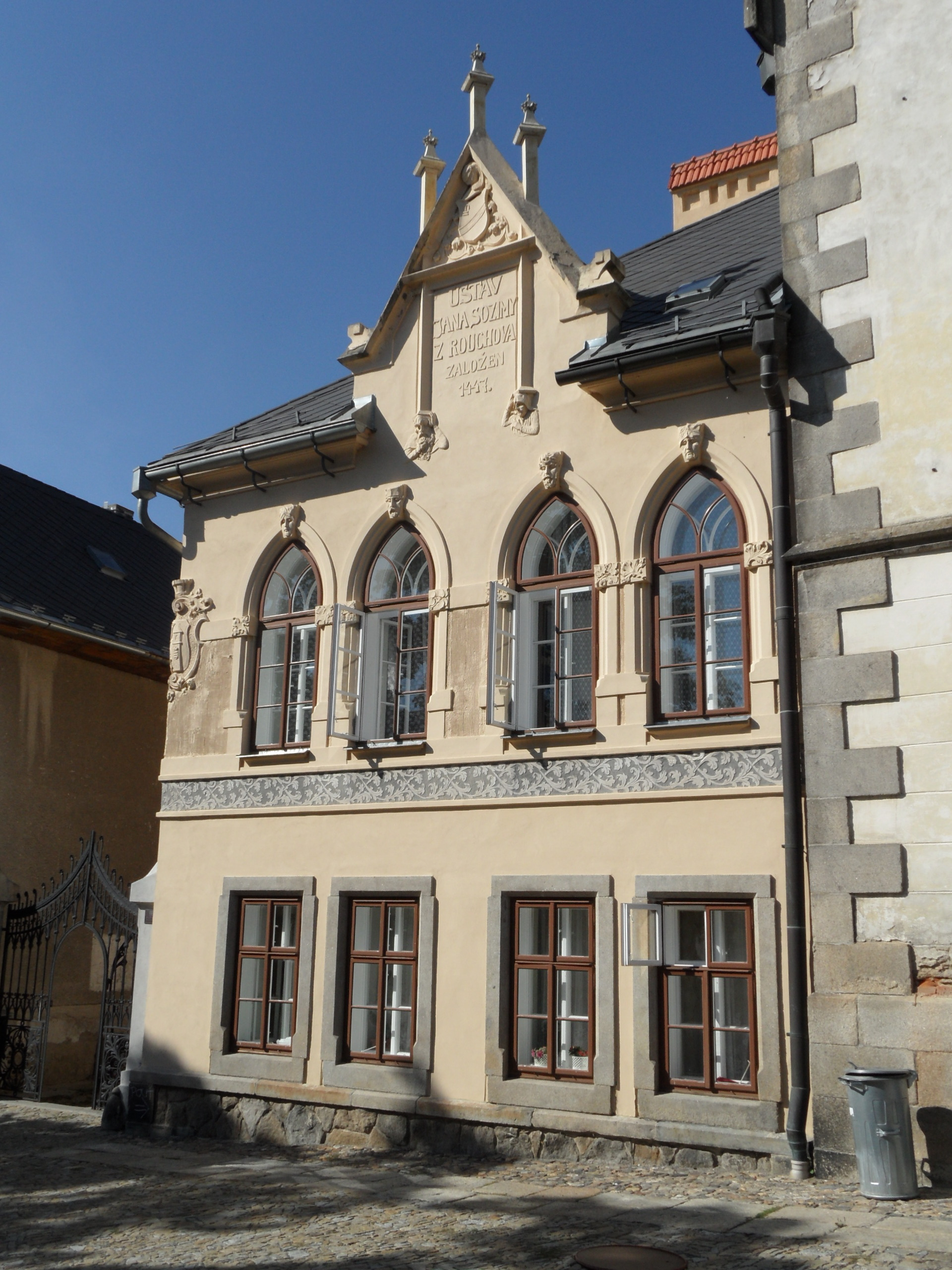
Špitál na Sezimově náměstí

Dne 7. října 1486 musel kvůli dluhům Viktorín Polnou prodat včetně Přibyslavi, Ronova a dalšího majetku svému příbuznému Janu Bočkovi z Kunštátu za 18 tisíc uherských zlatých. Listinou ze dne 1. prosince 1493 vydal král Vladislav právo Polné pořádat dva výroční trhy (na sv. Jiří a na sv. Kateřinu) a potvrdil tzv. mílové právo. První židé do města začali přicházet v 15. století. Po smrti Jana Bočka v roce 1504 se majetku ujal jeho syn Hynek Boček, ten vzhledem ke svým dluhům musel majetek 14. prosince 1515 prodat za 10 800 pražských grošů Mikuláši Trčkovi z Lípy, který zemřel 2. dubna 1516 a dědictví se ujal jeho bratr Burian Trčka.
Po smrti Buriana Trčky 30. května 1522 panství přešlo na jeho syna Jana, který Polnou a Přibyslav prodal za 25 250 kop českých grošů Karlu z Valdštejna a jeho ženě Elišce z Postupic dne 13. ledna 1539. Právě Eliška z Postupic se zasadila o rozvoj řemesel především soukenictví, kloboučnictví a řeznictví. Karel z Valdštejna zemřel roku 1543 a majetek připadl jeho ženě Elišce a nezletilé dceři Kateřině. V roce 1551 na dolním předměstí vypukl požár, který prudký vítr rozšířil i do města, které kompletně vyhořelo. Město tak novou výstavbou získalo renesanční podobu. O rok později zasáhla Polnou morová epidemie. Na počátku roku 1553 se Kateřina z Valdštejna vdala za Zachariáše z Hradce. 29. června 1584 po zásahu bleskem vyhořel zámek, škoda dosáhla 6000 kop míšeňských grošů. Majitel panství nechal ruiny přestavět na renesanční zámek. Po smrti Zachariáše z Hradce 6. února 1589 Polnou s Přibyslaví obdržela Anna Hradecká ze Šlejnic s dcerou Kateřinou z Hradce. Po majetkových tahanicích panství získal Adam z Hradce, který musel Kateřině vyplatit 190 000 míšeňských kop odškodného. Adam 24. listopadu 1596 zemřel a dědicem se stal jeho syn Jáchym Ondřej, který smlouvou z 3. listopadu 1597 panství prodal za 119 tisíc míšeňských kop Hertvíku Žejdlicovi ze Šenfeldu.
Po Hertvíkově smrti 20. ledna 1603 Polnou zdědil jeho syn Jan, po jehož smrti roku 1612 majetek spravoval jeho bratr Rudolf. Po bitvě na Bílé hoře 9. září 1618 do Polné vtrhla císařská vojska a obsadila zámek. V dubnu je vyhnaly stavovské jednotky plukovníka Oldřicha Vchynského. 1. února 1620 na zdejším zámku Fridrich Falcký přijal poselstvo moravských stavů. Rudolf Žejdlic zemřel v roce 1622 a jeho statky byly zabaveny a zastaveny Jaroslavu Bořitovi z Martinic. Panství od císaře koupil František z Ditrichštejna za 150 tisíc zlatých kupní smlouvu ze dne 6. března 1623. Kardinál Ditrichštejn započal s rekatolizací místního obyvatelstva, kostel spravovali jihlavští jezuité, první katolický farář Jan Paschasius přišel v roce 1624. Od roku 1626 byl používán nový městský znak.

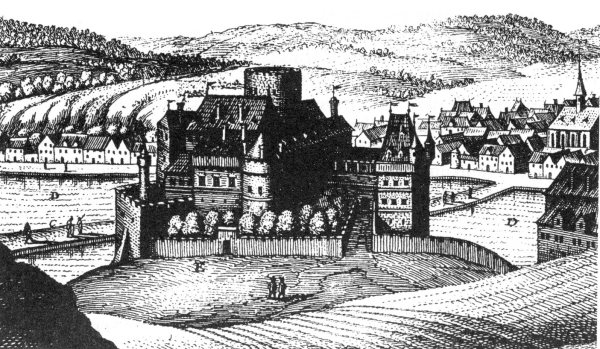
Hrad Polná v polovině 17. století

Během třicetileté války bylo město značně poškozeno, v roce 1642 zde sídlilo 40 vojáků, kteří doprovázeli zde léčeného generálvachmajstra, o Vánocích přibyly ještě čtyři roty rejtarů pluku Piccolomini. 7. července 1645 vtrhli švédští vojáci, kteří okupovali Jihlavu, do Polné a vypálili zámek. O dva roky později, 6. července, Švédové Polnou obsadili znovu, zapálili požár v Dolní Městě a zajali polenské radní a děkana Hildebrandta. V letech 1646 a 1647 řádil v Polné mor. Podle berní ruly z roku 1653 zde bylo 101 osedlých a 10 poustek, na předměstí 104 osedlých a 35 poustek. Z 250 zemědělských usedlostí bylo pustých 45. Žilo zde 175 řemeslníků, nejvíce zde bylo soukeníků, přadláků, tkalců a kloboučníků. Stály tu dva mlýny. V letech 1690–1693 byl za panování Ferdinanda Josefa z Ditrichštejna zámek přestavěn a určen jako obydlí úředníků panství. V roce 1680 byl do Polné zavlečen mor, dvanáct nakažených zemřelo. O devět let později dal Ferdinand zřídit nový panský špitál pro šest chudých, který spojil se Sezimovou nadací.
V roce 1700 se začal na místě strženého původního kostela stavět nový děkanský kostel Nanebevzetí Panny Marie na náklady knížete Leopolda z Ditrichštejna. Nové stavbě muselo ustoupit i několik okolních domků a zrušen byl i hřbitov. Kostel stavěl podle návrhu benátského architekta Dominica de Angeliho nejprve stavitel Vít z Nového Veselí, později řízení stavby převzal Ital Giuseppe Spinetti. Stavba byla dokončena v roce 1704, po opravách nestabilních sloupů se první bohoslužba konala 21. listopadu 1705 na den Matky Boží.

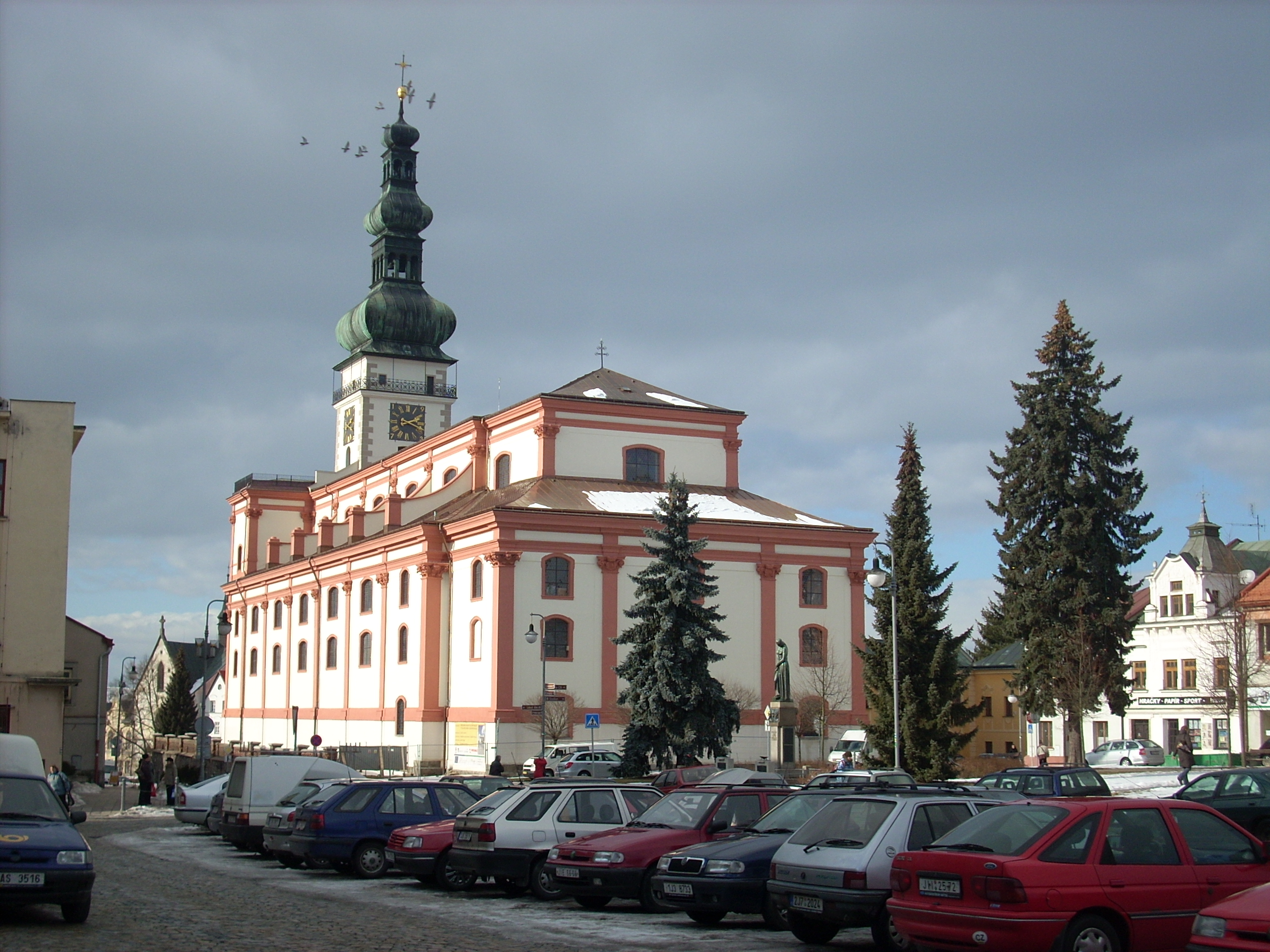
Kostel Nanebevzetí Panny Marie

Kostel byl vysvěcen v září 1707. V letech 1720-1725 se stavěl hřbitovní kostel sv. Barbory. V roce 1741 byl znovu přestavěn polenský zámek, který v roce 1735 zapálila duševně chorá dcera zámeckého hejtmana. Během válek o rakouské dědictví Polnou poznamenaly nájezdy rakouských i francouzských vojsk. Při požáru zámeckého pivovaru 11. dubna 1744 shořela i zámecká věž. V roce 1750 bylo na náměstí umístěno dílo místního sochaře Václav Viktora Morávka – sousoší sv. Trojice a patronů (sv. Václav, sv. Vojtěch, sv. Prokop, sv. Jana Nepomuckého, sv. Antonína Paduánského, sv. Josefa a Panny Marie). O rok později byla podle celního řádu uvedena pro vstup do Čech na silnici od Vídně Jihlava, nikoliv Polná, kterou obešla i císařská silnice z Jihlavy do Štoků. Obě události Polnou po hospodářské stránce poškodily. Podle Tereziánského katastru z roku 1757 se v Polné nacházelo 267 usedlostí s polnostmi. Z řemeslníků zde bylo nejvíce zastoupeno 41 soukeníků, 18 tkalců, 15 ševců, 14 řezníků a 13 kloboučníků. V 24 židovských domech žilo 54 rodin. Stály zde dva mlýny. Městský pivovar měl výstav 794 sudů piva. 70. léta 18. století poznamenal velký hladomor, v druhé polovině roku 1772 zemřelo hladem 492 osob. Podle pamětí tehdejšího děkana polenské farnosti Petra Floriána žilo v roce 1760 5500 obyvatel, což bylo více než v Německé Brodě či Čáslavi. 8. května 1794 po dalším požáru pivovaru shořel i zámek, jenž už nikdy nebyl v původní velikosti obnoven. V roce 1810 bylo sídlo panství přesunuto z Polné do Přibyslavi. V roce 1844 byla severní část hradu (palác, kaple a sloupcová chodba ze 16. století) zbořena a kamení z ní rozvezeno na silnice.
V roce 1786 podle nařízení Josefa II. byl v Polné (podobně jako v ostatních municipálních městech) zřízen magistrát s purkmistrem, právníkem a dvěma radními. První zmínka o ochotnickém divadle pochází z roku 1798, kdy ochotníci sehráli Loupežníky Friedricha Schillera. Polnou zasáhly i napoleonské války, kdy procházející vojska loupila a požadovala kontribuce. V letech 1831 a 1836 postihla obyvatelstvo cholera, kdy si vyžádala 22 respektive 67 obětí. Stav místního dobytka zdecimovala slintavka a kulhavka, kterou do Polné zavleklo stádo polských oslů. V roce 1836 zde v 484 domech žilo 5342 obyvatel.V roce 1836 soukenický cech evidoval 280 mistrů, pro něž pracovalo 110 tovaryšů a stovky učňů. Vrchol počtu obyvatel židovského vyznání přišel ve 30. letech 19. století, kde v ghettu žilo 770 Židů, což čítalo 12 % městského obyvatelstva.

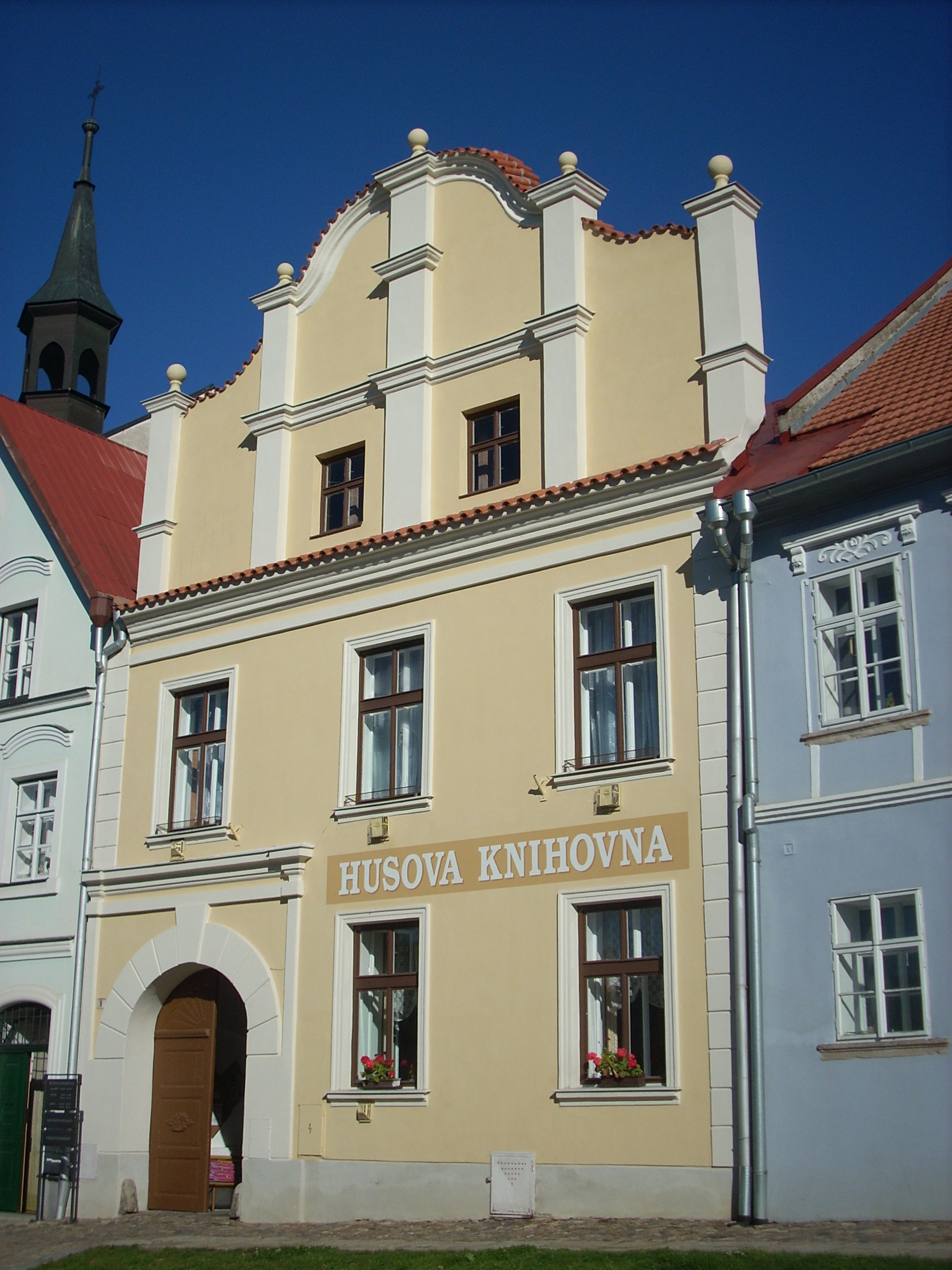
Husova knihovna

Roku 1837 tu byla zřízena stanice finanční stráže, která měla na starosti široké okolí. V roce 1837 zde byla založena Česká obrozenecká knihovna, české besedy se zde pořádaly od roku 1844, Slovanská Lípa vznikla roku 1848, stejně jako Národní garda. Vlastenecký život podporoval kupec a pozdější starosta Antonín Pittner. V roce 1840 se sem přistěhoval i Josef Němec se svou manželkou spisovatelkou Boženou Němcovou. Oba se zde stýkali s místními vlastenci, zůstali zde do června 1842. Město se pyšní skutečností, že na počátku čtyřicátých let se zde Boženě Němcové poprvé jako dospělé dostala do rukou česky psaná kniha. Roku 1842 tu zřídili poštovní sběrnu, V roce 1845 zde byla zavedena jízdní pošta, která nahradila pěší posly.
Od roku 1849 Polná spadala pod Pardubický kraj a okresní hejtmanství německobrodské, v jehož rámci tvořila jeden ze čtyř soudních okresů. Proto město přepustilo c. a k. mocnářství radní dům na náměstí, kde za přispění 4000 zlatých vznikl okresní soud. O rok později soud začal pracovat a do Polné přibyla i čtyřčlenná jednotka četnictva. V červnu téhož roku zde začal sídlit berní úřad a c. a k. vyvazovací komise. 27. července se uskutečnily první obecní volby, v nichž bylo zvolen 24členný obecní výbor a 12 náhradníků. V čele města tak stanula pětičlenná obecní rada s prvním občanský starostou, kterým se stal lékárník Vojtěch Sies. V říjnu 1855 si epidemie cholery vyžádala padesát životů místních občanů, rada města v reakci na to nechala zřídit nemocnici v domě čp. 33 na Horním Městě, který dříve vlastnil Jan Ráček vystěhovavší se do Spojených států. Otevřena byla v květnu 1858. 3. dubna 1858 se poprvé rozsvítily petrolejové pouliční lampy. V roce 1868 byla nemocnice s 8 lůžky přesunuta do budovy u hřbitova sv. Barbory.
Odpoledne 4. srpna 1863 na Sezimově náměstí v domě Emericha Lachenbauera vypukl požár, který se rozšířil od hospodářských budov nedaleko kostela. Z celkového počtu 572 domů ohni podlehlo 189, mezi kterými byly škola, okresní dům, děkanství, městský pivovar, synagoga i děkanský chrám, jehož věž se zřítila. Čtyři lidé zemřeli, tři tisíce osob se ocitlo bez střechy nad hlavou, škody byly odhadnuty na 420 tisíc zlatých. Pomoc dorazila v dalších dnech z blízkých měst, konaly se sbírky po celém Rakousko-Uhersku. Vybralo se 58 254 zlatých, další finanční prostředky přišly od pojišťovacích ústavů. Postupně byly opravovány jednotlivé domy, obnoven byl děkanský chrám (až na věž), roku 1864 byl znovu vystavěn pivovar.
Během Prusko-rakouské války roku 1866 městem prošli rakouští i pruští vojáci, kteří vyžadovali ubytování i kontribuce. Celková škoda za ubytování vojska, které odešlo 8. září, činila 15 tisíc zlatých. V rozmezí srpna až září ve městě řádila cholera, která si vyžádala přes 300 obětí. 5. listopadu během svého pobytu ve Štokách se císař František Josef I. dozvěděl o útrapách, které Polnou zasáhly, a starostovi Antonínu Pittnerovi daroval tisíc zlatých pro chudé. Další ranou pro tehdy prosperující město byl úpadek soukenictví, když zdejší cech nezachytil technologické inovace a postupně skomíral. Na začátku 19. století roční výroba sukna čítala přes 15 000 kusů sukna, v roce 1863 pouhých tři a půl tisíce. Postupný ekonomický úpadek města poznamenalo i vystěhovalectví do Ameriky, které započalo roku 1853. Během čtyř desetiletí se do „Nového světa“ vystěhovalo 92 obyvatel. Od poloviny 19. století upadající soukenictví nahrazovalo škrobárenství, které zpracovávalo pro zdejší chudý kraj běžnou plodinu – brambory. Prvním výrobcem škrobu se v roce 1850 stal Vojtěch Měřínský u Tonáků pod Dolní branou. Během 60. a 70. let 19. století se škrobárenství rozšířilo.

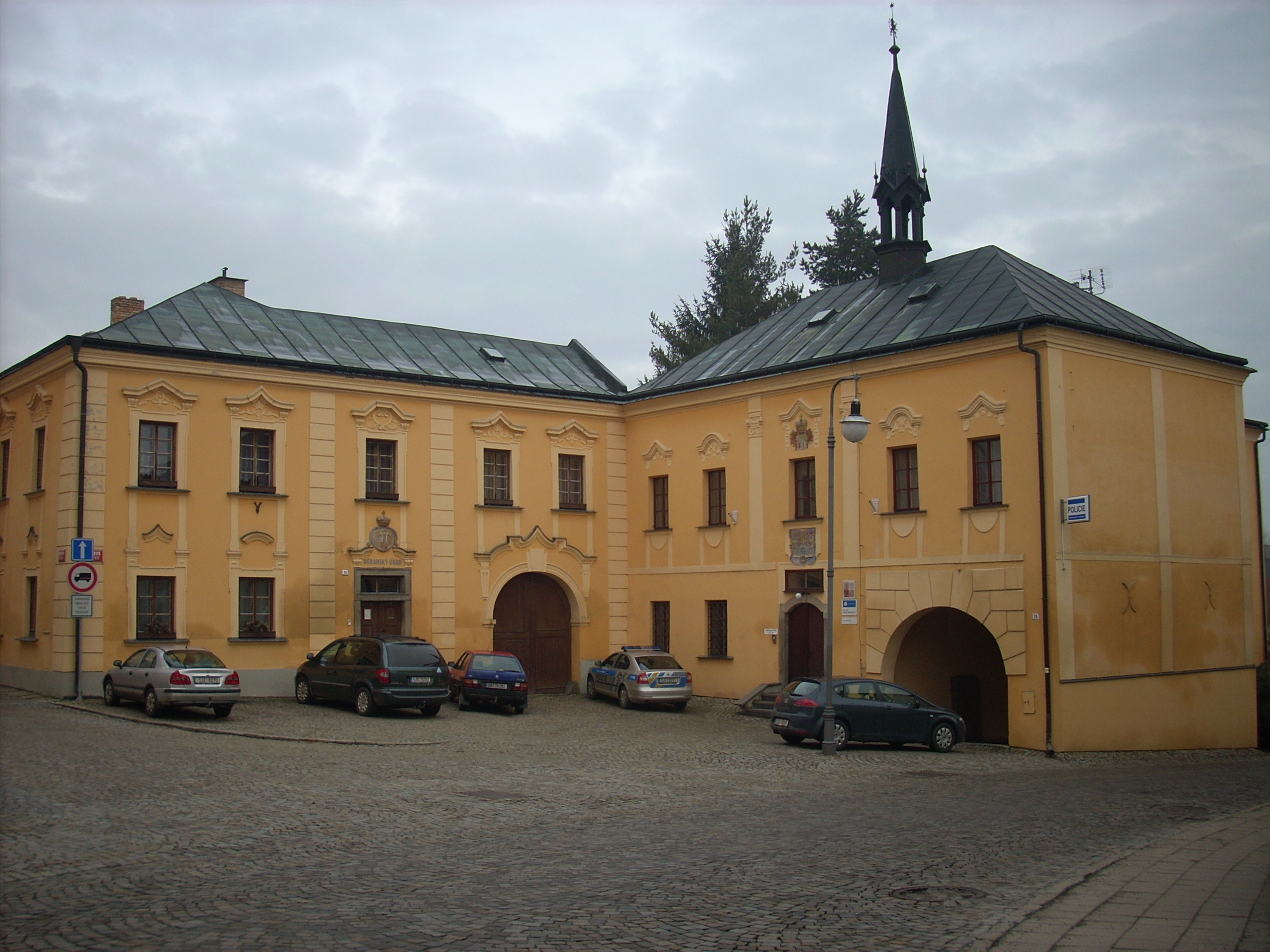
Budova děkanství (fary) Polná

Vzhledem k blízkosti jihlavského jazykového ostrova se zde v 70. a 80. letech 19. století rozvíjely národností spolky, např. tábory lidu. V roce 1862 byla založena Čtenářská beseda. V roce 1863 vznikla Měšťanská beseda, na konci 60. let sokolská tělocvičná jednota. Sbor dobrovolných hasičů vznikl v roce 1872. Hospodářský spolek a Spolek vojenských vysloužilců vznikly roku 1874. V roce 1887 byl založen spolek divadelních ochotníků Jiřího z Poděbrad. Ve stejný rok byl založen okrašlovací spolek. Na počátku 20. století v Polné působilo přes 30 spolků, jednot a sdružení. V roce 1895 vznikl Spolek městského muzea, kterému v roce 1899 městská rada propůjčila tři místnosti v tzv. kaplance, o rok později bylo muzeum otevřeno.
V roce 1867 se Polná stala okresním městem, sídlilo zde c. k. okresní hejtmanství, soud a berní úřad. Od roku 1879 se z politického okresu Polná vymanil německy hovořící soudní okres Štoky. V roce 1884 Polná ztratila statut okresního města a stala se součástí politického okresu německobrodského. Koncem 60. let 19. století společnost Severozápadní dráhy zahájila stavbu nového železničního spojení, které se však Polné přes intervence polenských radních vyhnulo. Nejbližší stanice byla v Německém Šicndorfu ve vzdálenosti 6 km od města, jedna ze zastávek nesla název Polná-Štoky. Železniční spojení a zastávka Polná-město bylo zbudováno až v roce 1904, stavba si vyžádalo 836 tisíc zlatých, z čehož 73 % složil stát a zbytek tvořily příspěvky polenských institucí a podniků.

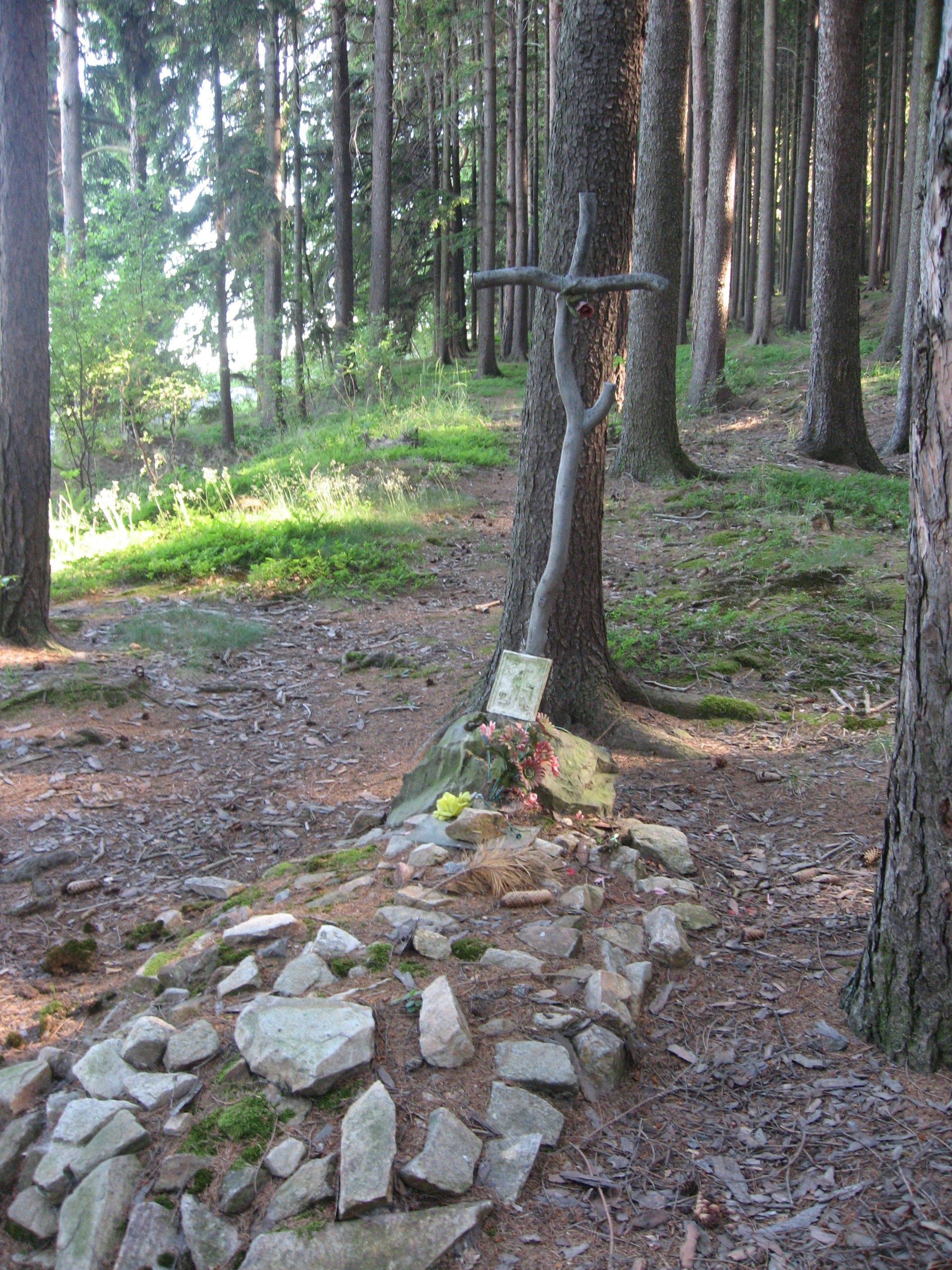
Symbolický hrob Anežky Hrůzové na místě vraždy v lese Březina

Telegraf byl zaveden v roce 1871. Na konci 19. století se zde nacházelo pět škrobáren, tři mlýny, pila, valcha, sodovkárna, továrna na zpracování kůže, dva pivovary a dvě obuvnické továrny. Obuvnictví na přelomu 19. a 20. století převzalo dominantní roli v místním hospodářství. Pobočka vídeňské firmy Mattausch&Haneschka zaměstnávala v roce 1902 92 pracovníků, druhá továrna na obuv, Taur a Špinar, 73. Dále se obuvnictvím živilo 73 živnostníků. Strojírna se slévárnou Karla Sázavského vyráběla zařízení do škrobáren, mlýnů a techniku pro zemědělství.
V roce 1899 došlo k vraždě devatenáctileté Anežky Hrůzové v nedalekém lese Březina. Z vraždy byl obviněn polenský židovský mladík Leopold Hilsner. Soudní proces s ním probíhal 12. – 17. září téhož roku a budil na svou dobu obrovskou pozornost (později se o celé události mluvilo jako o hilsneriádě). Podle výpovědi obyvatel Polné z předběžného vyšetřování se Hilsner v den vraždy setkal s dalšími dvěma Židy, s kterými byl toho dne viděn a u kterých obžaloba dospěla k závěru, že se jednalo o spolupachatele. Ti nebyli dopátráni, ale Hilsner byl v zářijovém procesu shledán vinným (12 hlasy z 12) ze spoluúčasti na vraždě. Po Hilsnerově odsouzení se v aféře angažoval i budoucí prezident ČSR Tomáš Garrigue Masaryk. 11. prosince 1899 navštívil TGM Polnou – inkognito. Hilsner byl krátce nato propuštěn, ale brzy přišel druhý proces, ve kterém mu byla vina potvrzena nejen za Anežku Hrůzovou, ale i druhou dívku z Horní Věžnice, Marii Klímovou, jež byla zavražděna o rok dříve, v roce 1898. Obě vraždy neměly motiv ani loupežný ani sexuální – byly označeny za rituální.
Na počátku 20. století zde fungovaly tři peněžní ústavy – Občanská záložna (založena roku 1864), Polenská městská spořitelna (vznik 1894) a Hospodářská okresní záložna. V roce 1905 byl zaveden telefon a dokončena stavba gravitačního vodovodu. Na podzim 1911 v objektu tzv. staré valchy vznikla městská elektrárna. Veřejné osvětlení bylo postupně elektrifikováno, elektřina si nacházela i cestu do domácností. Radnice proto musela zakoupit ještě jeden agregát.
V první světové válce padlo 256 občanů Polné a blízkého okolí. Po konci první světové války a vzniku Československa se do Polné vrátili váleční vysloužilci, začaly problémy se zásobování potravinami. 4. ledna 1919 obchodník Averbach chtěl vyvést zásilku masa z města, ta byla zadržena davem a vrácena řezníku Emanuelu Procházkovi. Několikasethlavý dav se pustil do drancování obchodů. Navečer na místě zasáhl oddíl 26 vojáků a četnická posila, která vzbouřence vedené dělníkem Františkem Zábranských pozatýkala, avšak ani to klidu nepřidalo. Městská rada se starostou Jindřichem Volencem rezignovala a situaci uklidnil až příjezd dalších padesáti vojáků z Jihlavy. Vyšetřování bylo ukončeno v únoru 1919 a bylo odsouzeno 139 osob.
Roku 1919 začal fungovat biograf v hostinci U Slovana. Ve 20. letech 20. století stavební družstva postavila desítky domů na Zápeklí a na Kateřinově. V roce 1921 zde začala působit Národní jednota pošumavská. V roce 1924 Václav Pojmon za 70 tisíc korun zakoupil polenský hrad, který se stal novým sídlem polenského muzea. Roku 1926 zde začalo fungovat první loutkové divadlo. V roce 1927 zanikl polenský okres, který byl převeden pod Německý Brod. V roce 1929 dostal Richard Kulich povolení k provozu benzínového čerpadla na náměstí. O rok později bylo na místní plovárně zřízeno kluziště pro spolek polenských bruslařů, to bylo osvětleno i ve večerních hodinách. Dále tu vznikly tři spolky: střelecký, myslivecký a Sportovní klub Polná, kde se provozovala kopaná, ale i házená či cyklistika. Ve 30. letech 20. století se Polná stala vyhledávanou turistickou lokalitou pro Brňany a Pražany zejména pro okolní přírodu či možnost koupání v rybníku Peklo. V provozu byly tři hotely a 11 hostinců a restaurací.
Počátek hospodářské krize třicátých let zasáhl i Polnou, kde žilo přes tři sta nezaměstnaných dělníků. Město proto organizovalo tzv. nouzové práce, např. úpravy silnic či lámání kamene a štěrku u Boru a na Podhoře. Roku 1931 byla dokončena na Kateřinově výrobní hala firmy Metrovka Břetislava Prokopa, Antonín Mach za vlakovým nádražím zahájil výstavbu kruhové cihelny a Josef Kreutz zahájil pravidelnou autobusová dopravu do Přibyslavi a přilehlých obcí. Roku 1933 Sokol nechal na Školském rybníce zbudovat veřejné kluziště a jeho biograf začal promítat zvukové filmy. Na podzim 1934 kasaři odnesli z Živnostenské záložny lup ve výši 11 000 Kč, téhož roku byla odhalena pamětní deska Boženě Němcové, která zde v letech 1840–1842 žila. V roce 1935 vyhořela Sázavského továrna na kovové zboží, dokončena byla stavba Družstevního lihovaru a v provozu byly autobusové linky podnikatele Josefa Vokouna do Žďáru a Přibyslavi. V roce 1938 udělila Polná domovské právo několika židovským rodinám z Vídně, jež musely prchnout před nacisty. Téhož roku byla prodána polenská elektrárna za 477 tisíc korun Posázavskému elektrárenskému svazu. Již před rokem 1940 začala výstavba domů za kostelem sv. Barbory.

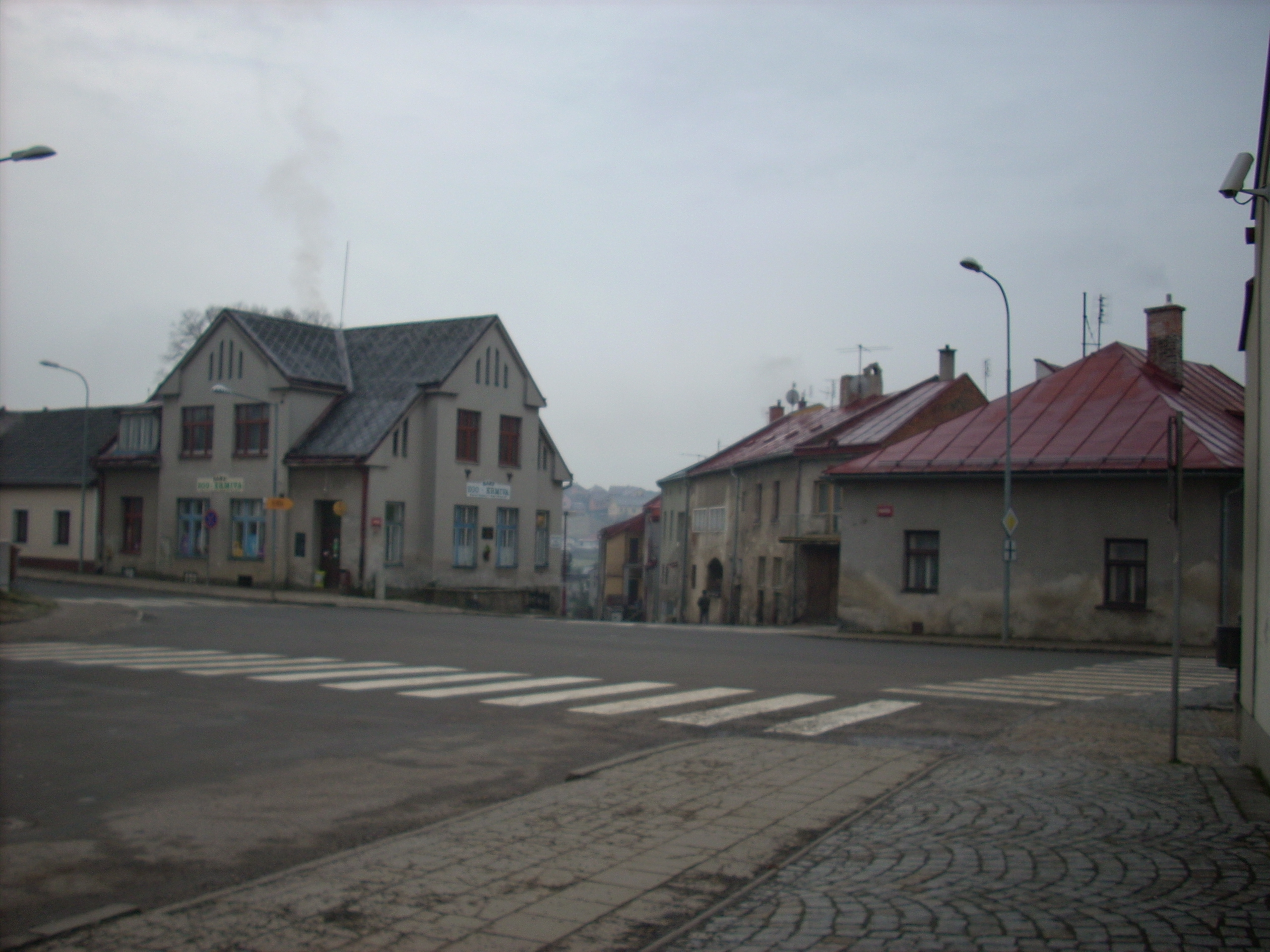
Indusova ulice pojmenovaná po vojáku Rudé armády, Valentinu Indusovi

V září 1940 byl zrušen soudní okres Polná a začleněn pod Jihlavu. O dva roky později byla zrušena obecní policie. Během druhé světové války bylo přes 130 lidí totálně nasazených. V roce 1942 museli místní Židé odejít do transportů. Již 24. dubna 1945 se poprvé sešel revoluční národní výbor. V dubnu 1945 bylo v okolí města přes 600 německých vojáků, v samotné Polné sídlila rota 21. policejního pluku SS. 7. května počala německá armáda opouštět Polnou prchajíce před Rudou armádou. V noci z 8. na 9. května při náletu sovětských letounů na prchající německou armádu vyhořely budovy okresního soudu, obuvnického družstva a poškozena byla pila na Podhoře. Dopoledne 9. května se v Polné objevil první sovětský voják Valentin Indus, který byl ještě téhož dopoledne během přestřelky s prchajícími Němci smrtelně zraněn.
Během osvobozování padlo 7 polenských občanů. 12. května do Polné vstoupily jednotky 36. dělostřeleckého pluku – rumunští vojáci, odešli již 20. května. Zajatci z řad německé armády byli shromažďováni na sokolském cvičišti u zámku, odkud byli odváděni do sběrných táborů v Jihlavě a Havlíčkově Brodě. Nacistickou genocidu přežili 3 z celkového počtu 63 polenských Židů, avšak žádný z nich se do Polné nevrátil. Během protektorátu zahynulo 64 polenských občanů, z toho 39 v koncentračních táborech. V roce 1945 byla na místo navrácena pamětní deska Boženy Němcové, socha pomníku padlých v první světové válce a jeden z 10 zrekvírovaných zvonů, bylo otevřeno i městské muzeum. 5. května 1946 proběhly oslavy osvobození s odhalením pamětní desky Valentinu Indusovi.

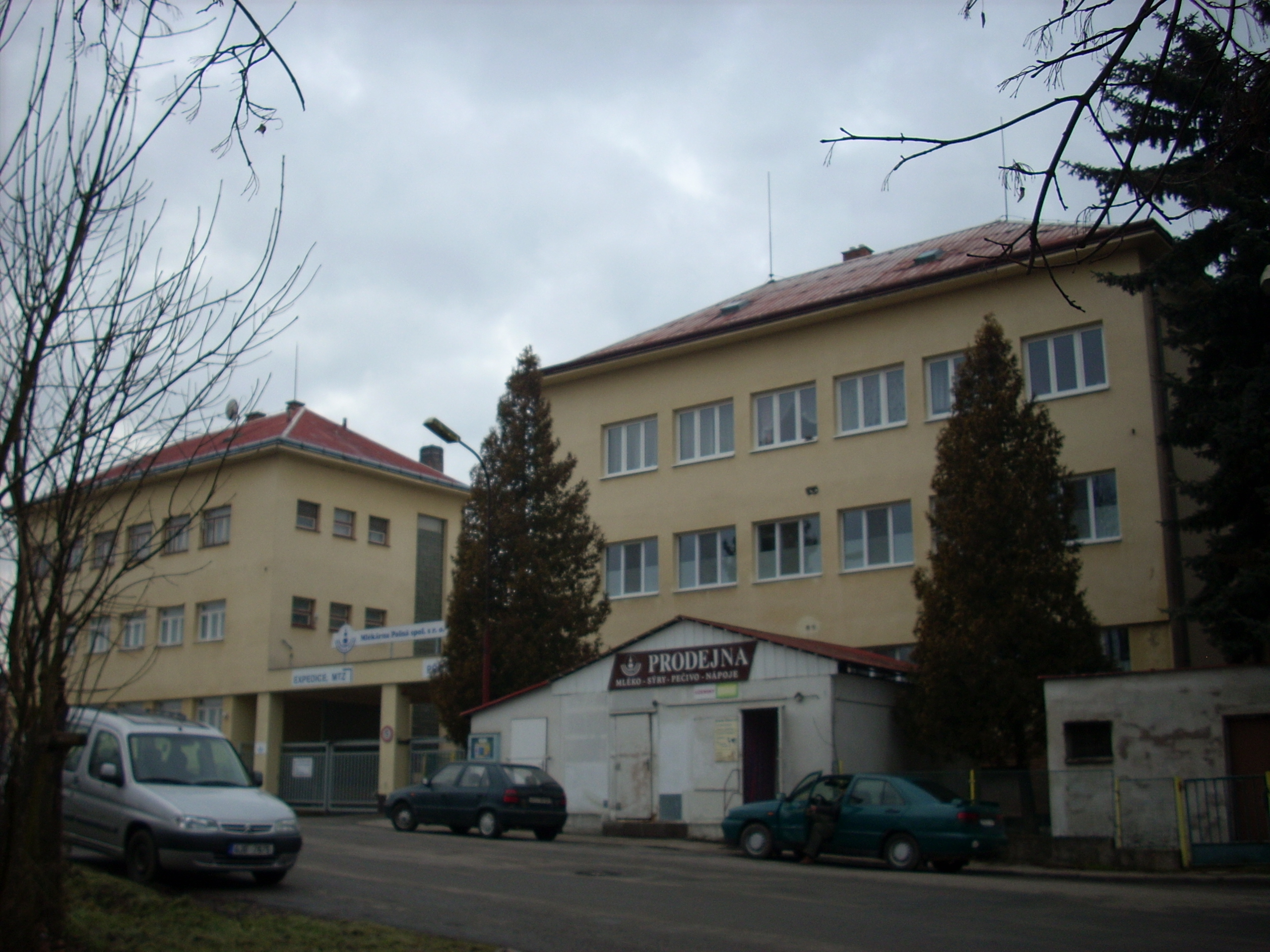
Budova polenské mlékárny

V roce 1950 byla vystavěna továrna Pleas u vlakového nádraží, kde našlo práci 218 zaměstnanců. Mlékárna byla otevřena o rok později. Menšinové JZD hospodařící na pouhých 70 ha bylo založeno v roce 1950, o tři roky později svůj provoz ukončilo, ani další pokusy o založení v letech 1955 a 1956 nebyly úspěšné. V roce 1955 na celkové ploše 701 ha zemědělské půdy hospodařilo 224 zemědělců. Ještě v roce 1962 zde soukromě hospodařilo 33 rolníků. Státní statek vznikl v roce 1950 ve dvoře a na pozemních bývalé akciové společnosti Amylon. V roce 1952 byl ke statku přičleněn i dvůr Ovčín. Na konci 50. let obhospodařoval skoro tisíc hektarů. V roce 1948 byly znárodněny všechny větší soukromé podniky, které byly začleněny do nových národních podniků. Jen družstevní lihovar byl začleněn až roku 1952 do národního podniku Horácké lihovary, Havlíčkův Brod, výroba byla zastavena na počátku 60. let.
V roce 1950 byla zrušena polenská tiskárna i pivovar, v jehož objektech se začala vyrábět limonáda. Obě obuvnické firmy (Adolf Wollamnn a Karel Taur) převzaly národní podniky a výroba byla ukončena v 60. letech. Plíškárnu Karla Sázavského převzala Koh-i-Noor, po reorganizaci začleněn pod Tokoz Žďár nad Sázavou, v roce 1958 byla postavena nová hala, kde se vyrábělo stavební a nábytkové kování. Továrna na elektrické hodiny Jana Kulhavého byla nejprve začleněna pod Družstvo hodinářů v Praze, v roce 1951 se závod osamostatnil pod názvem Elchron. V roce 1954 tu Krajský svaz výrobních družstev zřídil odborné hodinářské učiliště. Soukromé prodejny byly znárodněny a malé zrušeny, v Polné zůstaly 3 prodejny družstva Rozvoj a 5 prodejen státního obchodu. Do roku 1960 Polná patřila pod okres Havlíčkův Brod, od té doby pod okres Jihlava, kam byla přechodně začleněna za protektorátu v období od listopadu 1940 do května 1945. Samostatný státní statek vznikl v roce 1960, postupem se specializoval na produkci osiv a bramborové sadby pod názvem Semenářský státní statek Polná. V 60. letech byl založen Státní statek Polná a postaveny dvě zemědělské farmy A (směrem na Záborno) a B (Na Hájkách, velkokapacitní bramborárna a výkrmna prasat). V roce 1976 byl sloučen se Státním statkem Jihlava a podřízen koncernu Oseva. Městské muzeum Polná se v roce 1963 stalo pobočku Muzea Vysočiny Jihlava.
První panelové domy se 111 byty bytového družstva Rozkvět byly dokončeny v roce 1971 na ulici Palackého, další přibyly roku 1981. Vodovod byl vybudován v letech 1972-1975, plynofikace byla zahájena roku 1982. Elchron v roce 1977 přešel pod Laboratorní přístroje Praha, sodovkárna byla v 80. letech zrušena. V roce 1982 se zastavil osobní provoz na železniční trati do města. V roce 1980 byly pod Polnou začleněny obce Janovice (včetně Skrýšova), Stáj, Záborná a Nové Dvory. Od 1. ledna 1989 Polná spravuje i Hrbov. 30. června 1990 se Stáj osamostatnila.

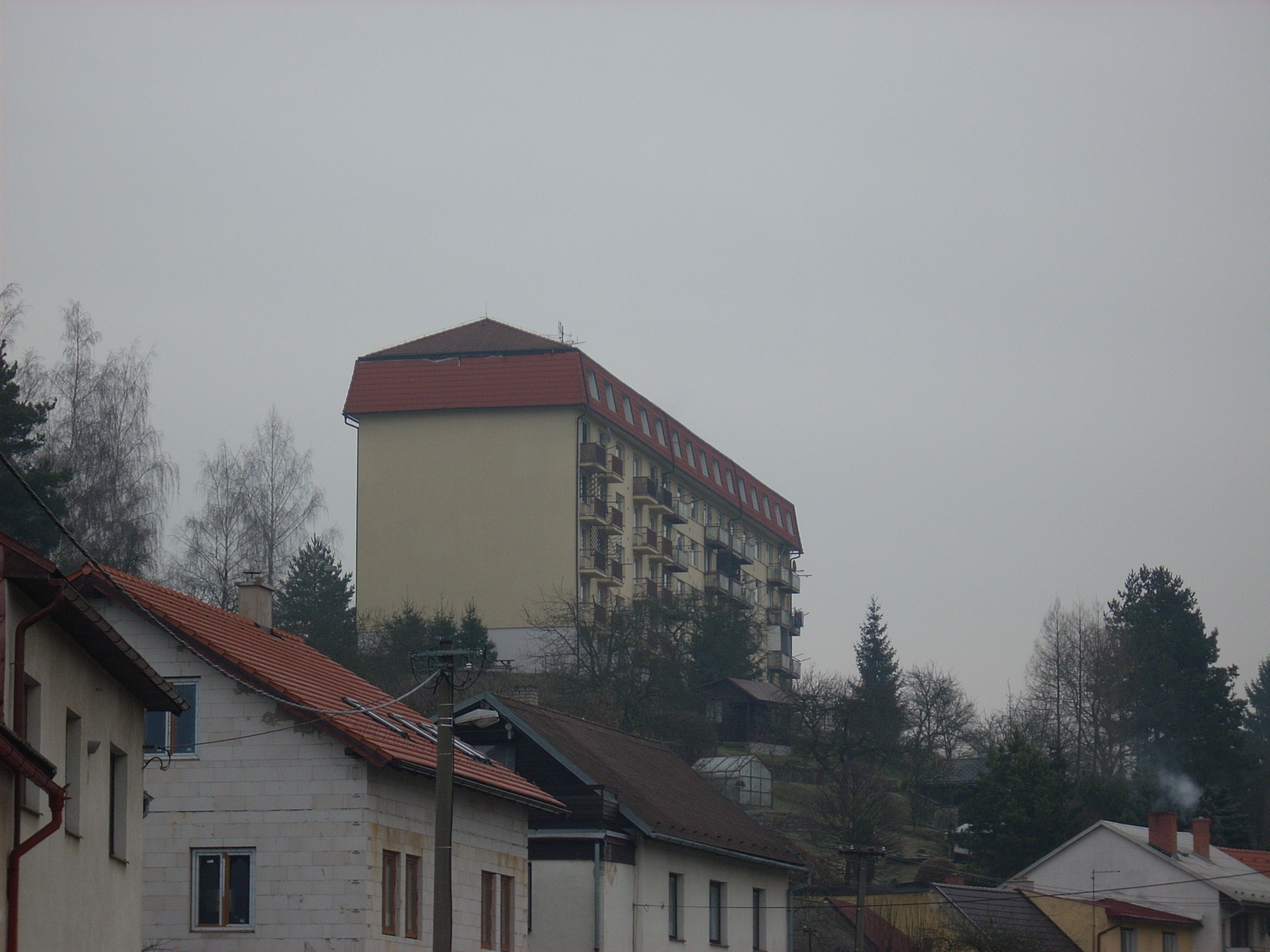
Panelový dům na Podhoře

Do roku 1990 bylo postaveno skoro 500 nových státních a družstevních bytů a rodinných domů – především na sídlišti Palackého. Další, převážně rodinné domy, vznikly na nových ulicích Alej svobody, Vrchlického, Na Vyhlídce, U Hřbitova, Za Nádražím, Pod Kalvárií, Nerudova, Na Pěšince. Bytové domy byly vystavěny v ulicích Na Hlíně a Nad Háječkem. Roku 1991 byly uzavřeny jesle na Varhánkově ulici, budova byla roku 1993 přestavěna na zdravotní středisko. Téhož roku bylo na místě zavezeného Školského rybníka postaveno autobusové nádraží. V roce 1995 byla za židovských hřbitovem postavena čistírna odpadních vod. V dubnu 2007 v Mezinárodní den památek jí bylo udělen titul „Historické město 2006“ a jako jediná z 45 měst České republiky dostala Cenu za nejlepší přípravu a realizaci Programu regenerace městských památkových rezervací a zón.

## Městské symboly

### Znak
Právo užívat znak Polné udělil v roce 1479 Viktorín z Poděbrad. Pravděpodobně však Polná užívala znak již za Ješka Ptáčka z Pirkštjena na konci 14. století, v němž byl vyobrazeny dvě zkřížené ostrve (viz obecné figury) s kaprem. Postupem času byly do původního městského znaku začleněny části erbů majitelů panství. V roce 1623 nový majitel panství František Ditrichštejn do městského znaku nechal začlenit dva vinařské nože a odstranit znak znepřáteleného rodu Žejdliců, ten však později nechal navrátit alespoň do pravé věže. Definitivní podobu získal v polovině 19. století.
V modrém štítě se nachází městská brána s dvěma věžemi s červenou střechou a dvěma stínkami. Pod obloukem brány je vytažená padací mříž. Nad branou visí čtvrcený erb se středním štítkem, v jehož stříbrném poli v jeho horní polovině spočívají tři černé pruhy. V prvním a čtvrtém zlatém poli se nachází černá orlice, druhé a třetí pole tvoří tři zlaté šikmé pásy v červeném poli (erb pánů z Kunštátu a Poděbrad). Horní hranu štítu zdobí koruna. Pod branou je umístěn stříbrný erb se dvěma zkříženými černými ostrvemi, přes něž leží zlatý kapr (erb Pirkštejnů). Levou věž zdobí znak Ditrichštejnů (červeno-zlatě šikmě děleném štítě spočívají dva vinařské nože), pravou věž erb Žejdliců ze Šenfeldu (ve stříbrném poli leží tři zlatí kapři).
Znak není uveden v Registru komunálních symbolů.

### Vlajka
Vlajka, která byla městu udělena v roce 2003 (rozhodnutí č. 31 z 25. listopadu 2003), je tvořena modrým listem o poměru stran 2:3 s bílým španělským štítkem, v němž se nachází žlutý kapr podložený zkříženými černými ostrvemi.

## Přírodní poměry
Město Polná leží v okrese Jihlava v Kraji Vysočina 14 kilometrů severovýchodně od Jihlavy, 17 kilometrů jihovýchodně od Havlíčkova Brodu a 20 kilometrů jihozápadně od Žďáru nad Sázavou. Rozloha města činí 37,77 km2, z toho zaujímá orná půda 21,54 km2, zahrady 0,73 km2, trvalé travní porosty 4,26 km2, lesní půda 7,66 km2, zemědělská půda 26,54 km2, vodní plochy 0,68 km2, zastavěné plochy 0,62 km2 a ostatní plochy 2,27 km2.

### Geologická stavba, reliéf a půdy

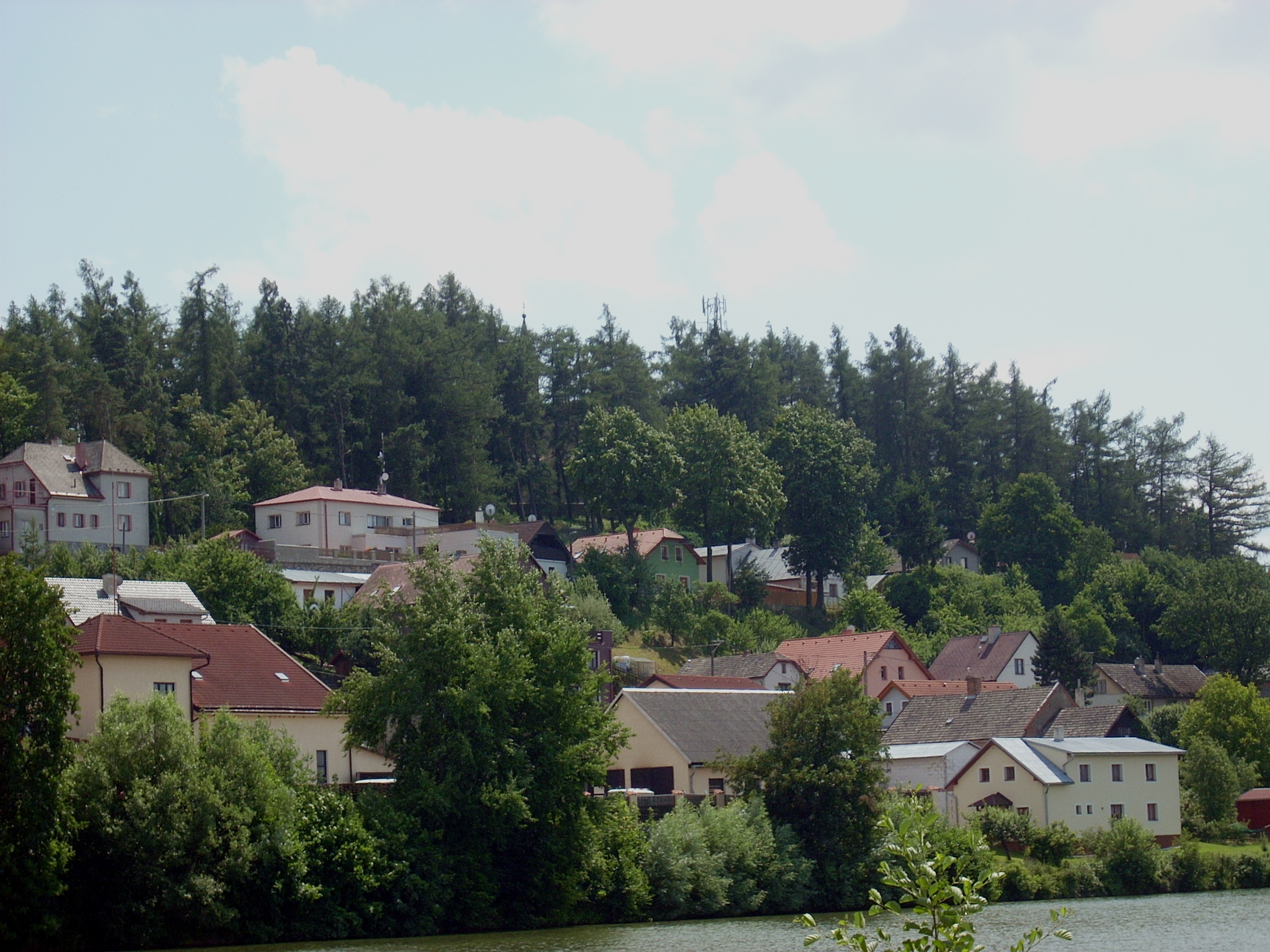
Vrch Kateřinov

Polná se rozkládá na členitém území. Z geologického hlediska je území součástí Českého masivu. Z hornin převažuje pararula, v jihozápadní části granit, v oblasti Horního města hlína a písek, okolo silnice do Záborné na ulici Palackého rula, v korytech potoků a řeky Šlapanky hlína, písek a štěrk, na Dolním městě a v Malé cihelně hlína a písek. Geomorfologicky je oblast součástí Česko-moravské subprovincie, konkrétně Hornosázavské pahorkatiny a jejího podcelku Havlíčkobrodské pahorkatiny, v jehož rámci spadá pod geomorfologický okrsek Přibyslavská pahorkatina. Průměrná nadmořská výška činí 490 metrů. Nejvyšší bod, Na Homoli (568 m n. m.), leží v lese Březina v jižní části obce, jihozápadně za lesem Pod horou se nachází Celeský kopec s nadmořskou výškou 553 metrů. Severně na západ od rybníka Kukle stojí Svatoňův kopec v nadmořské výšce 541 metrů. Nejnižší nadmořská výška se nachází na hladině rybníka Peklo a v korytě řeky Šlapanky.
Rozdíly v nadmořské výšce v katastru přesahují 100 metrů, nejvyšší bod je kopec Březina (574 m), nejnižší místo údolí říčky Šlapanky na severu (460 m). Ve městě se nadmořská výška pohybuje od 470 metrů (údolí Šlapanky a Ochozského potoka) a 500 metry. Kateřinský vrch měří 520 metrů.
Na území převažuje kambizem, okolo vodních toků se vyskytují gleje, jižně od rybníka Peklo mezi Zhořským potokem a lesem Březina se nacházejí luvizemě, které se rovněž nalézají západně od toku Šlapanky v oblasti Dolního města.

### Vodstvo a podnebí

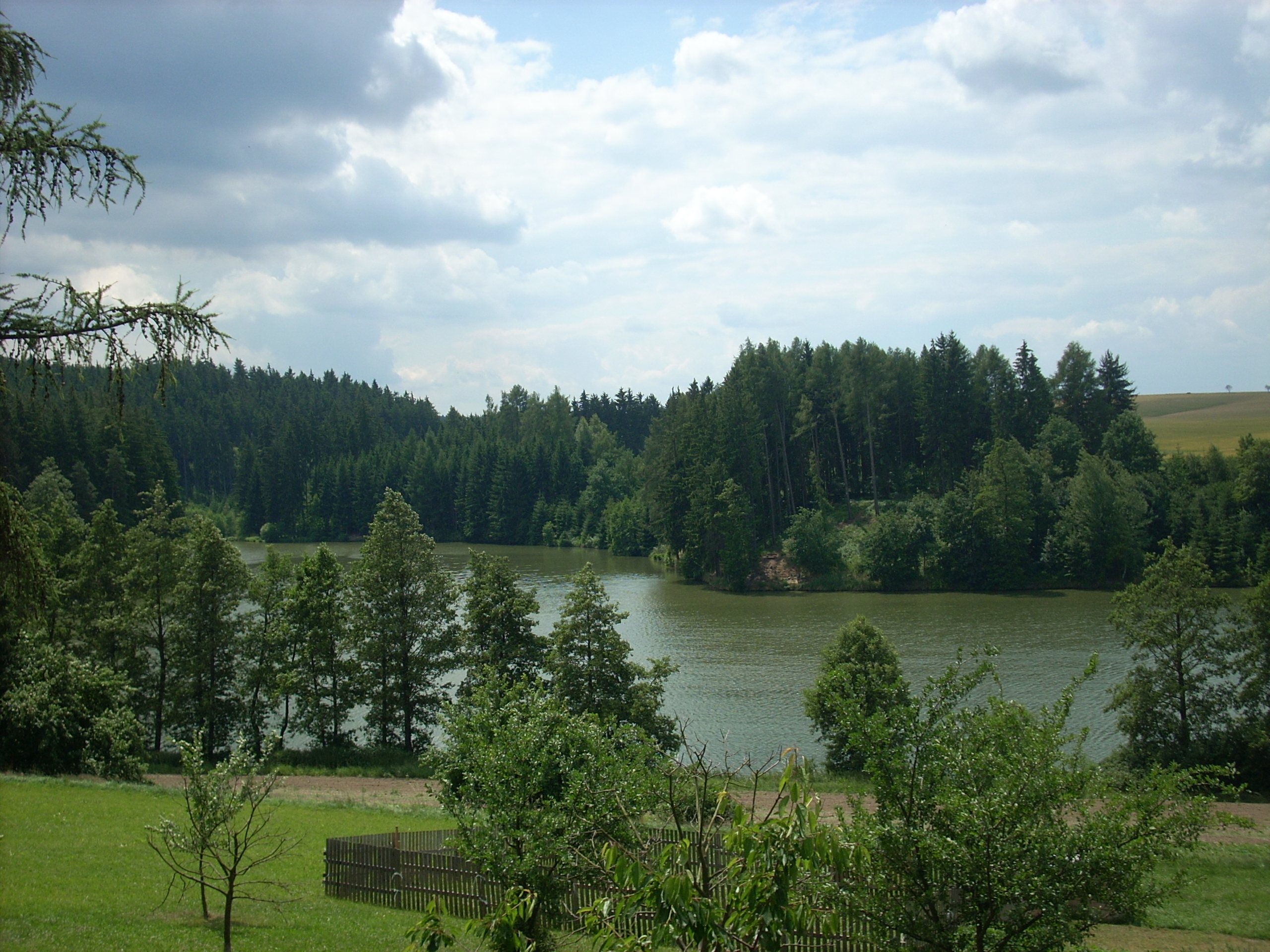
Rybník Peklo

Polná leží na řece Šlapance, která do katastru vstupuje na jihu, před rybníkem Peklo se do ní vlévá z pravé strany Zhořský potok. U městské elektrárny na Sezimově náměstí do Šlapanky zprava vtéká Ochozský potok, který na katastr Polné vstupuje z východu, v místě kde se do něj vlévá Záborenský potok. Šlapanka dále pokračuje severně, kde protéká rybník Bor a Kukle. Na severní hranici katastru se do ní zprava začleňuje Skrýšovský potok. Západní hranici katastru s Dobronínem tvoří Cihelenský potok. Území města tak patří k úmoří Severního moře. V severní části území Polné se na řece Šlapance rozkládají rybník Bor a Kukle. V centru města východně od autobusového nádraží leží rybník Špaček. V západní části zástavby leží rybníky Zimův a Varhánkův. V jihozápadní části na Ochozském potoce se nalézají rybníky Podhorský a Podleský. V jižní části Polné stojí na řece Šlapance největší místní rybník, Peklo (15 ha).
V rámci Quittovy klimatické klasifikace se řadí do mírně teplé oblasti MT4, podle Atlasu podnebí ČSR z roku 1958 do okrsku B5 a dle Köppenovy klasifikace podnebí k vlhkému kontinentálnímu podnebí. Pro oblast MT4 jsou charakteristická krátká léta s mírným, suchým až mírně suchým, krátkým přechodným obdobím, mírná jara a podzimy. Zimy jsou normálně dlouhé, mírně teplé a suché, sněhová pokrývka má během nich krátké trvání. Platí pro ni průměrné lednové teploty –2 až –3 °C a průměrné červencové teploty 16 až 17 °C. Ve vegetačním období se úhrn srážek pohybuje mezi 350 a 450 mm, v zimním pak mezi 250 a 300 mm. Dle údajů z nejbližší meteorologické stanice v Přibyslavi činí průměrná roční teplota 6,8 °C a průměrné srážkový úhrn dosahuje hodnoty 692 mm/rok. Průměrný roční sluneční svit je 1613 hodin.

### Flora a fauna

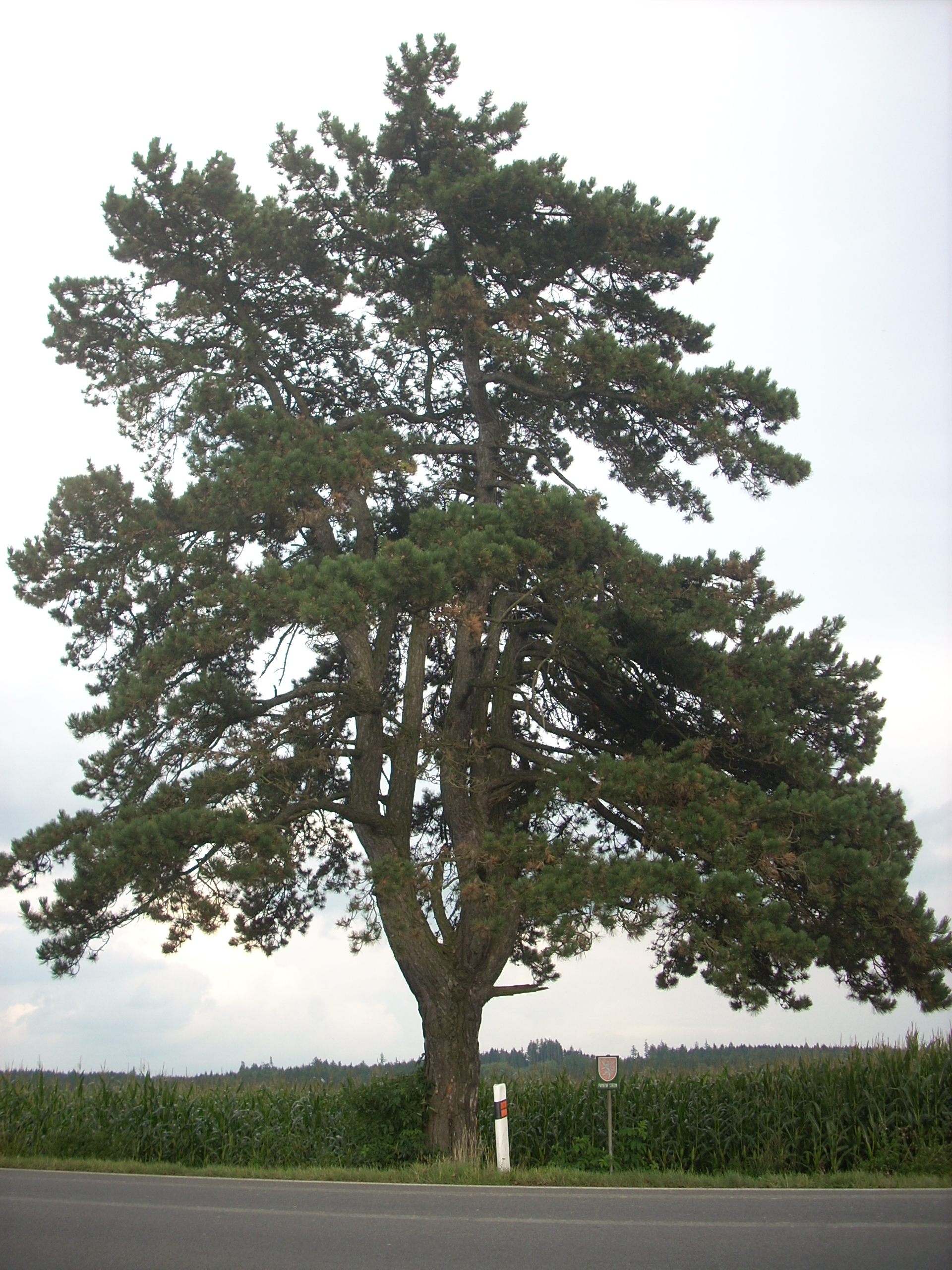
Památná borovice u silnice do Filipovských Chaloupek

V rámci biogeografického členění se řadí k provincii středoevropských listnatých lesů, Hercynské podprovincii, Havlíčkobrodskému bioregionu a jižní okraj katastru k Velkomeziříčskému bioregionu. Území se nalézá ve fytogeografickém obvodu Českomoravského mezofytika, v okrese 67 Českomoravská vrchovina. Lesy v katastrálním území Polné náleží do přírodní lesní oblasti 16 – Českomoravská vrchovina. Na severním okraji Polné okolo rybníka Kukle se rozkládá Panský les, jihozápadně se nachází les Pod horou, jižně směrem k Věžničce les Březina, na východ od silnice č. II/352 na Ždírec se nachází čtyři domy v lese Lísek. Jsou to převážně jehličnaté, místy smíšené lesy. Převažuje smrk lesní, dále jsou zastoupeny borovice černá pravá, dub letní, dub zimní, buk lesní červenolistý, jedle bělokorá a bříza bělokorá. Dříve převažovaly buky a jedle, avšak vlivem lesního hospodářství převládá smrk ztepilý. Potenciálně přirozenou vegetací je bučina s kyčelnicí devítilistou. Krajinu tvoří pole a louky s trvalým travním porostem. Podél vodních toků rostou olšiny (Alnus) s bledulemi jarními (Leucojum vernum). V lesích se vyskytují borůvky (Vaccinium myrtillus), violky lesní (Viola reichenbachiana) či kapraď samec (Dryopteris filix-mas). V lokalitě Nad Březinou, která se nachází kilometr jihozápadním směrem od města, se vyskytuje několik chráněných druhů rostlin (vemeník dvoulistý, turan obecný). Ve 30. letech 20. století se v Panském lese u rybníku Kukle nacházela státní rezervace s výskytem vzácné kapradiny osladiče serpentinového. Podél Skrýšovského potoka v oblasti Obecního lesa u rybníka Kukle v meandrech rostou olše, vrby a jívy.
V okolních lesích žijí srnci obecní (Capreolus capreolus) či divočáci (Sus scrofa), z šelem pak kuny lesní (Martes martes) a lišky obecné (Vulpes vulpes). V lesích hnízdí datli černí (Dryocopus martius), žluny šedé (Picus canus), sýkory (Parus), pěnice (Sylvia) či drozdi zpěvní (Turdus philomelos), z dravých ptáků se objevují káně lesní (Buteo buteo). Na vlhkých loukách jsou zastoupeny běžné druhy plazů a obojživelníků, např. zmije obecné (Vipera berus), ještěrky živorodé (Zootoca vivipara), skokani (Rana), ropuchy obecné (Bufo bufo) či čolci (Triturus). U vodních toků žijí typické druhy ryb a rovněž skokani hnědí (Rana temporaria) a mloci skvrnití (Salamandra salamandra). Na rybnících sídlí kachny divoké (Anas platyrhynchos) či lysky černé (Fulica atra). Ve Skrýšovském potoce v oblasti Obecního lesa u rybníka Kukle do 60. let 20. století žili pstruzi a mník jednovousí. U rybníku Bor žijí labutě a volavky.
U silnice druhé třídy č. 352 ze Ždírce do Polné po pravé straně naproti místní komunikaci do Filipovských Chaloupek roste borovice černá (Pinus nigra) o výšce 13 metrů a s obvodem kmene 222 cm, která byla 15. listopadu 1990 prohlášena za památný strom. Údajně měla být zasazena vystěhovalci do Spojených států amerických, místu se říká V Americe.

## Obyvatelstvo

### Struktura
Dle sčítání lidu v roce 2011 žilo v Polné trvale 5100 osob, z toho 2564 žen. Celkem 3582 občanů se hlásilo k české národnosti, 35 k moravské, 21 ke slovenské, 5 k vietnamské a ukrajinské a 2 k polské po jednom k romské a slezské. Podle sčítání 1920 zde žilo v 567 domech 4188 obyvatel, z nichž bylo 2243 žen. 4123 obyvatel se hlásilo k československé národnosti, 10 k německé a 5 k židovské. Podle sčítání obyvatelstva z roku 1930 se v Polné z 4101 obyvatel hlásilo k československé národnosti 4071 obyvatel, 15 k německé, tři k ruské a 1 k židovské.
| Rok            | 1794 | 1830 | 1836 | 1858 | 1869 | 1880 | 1890 | 1900 | 1910 | 1921 | 1930 | 1950 | 1961 | 1970 | 1980 | 1991 | 2001 | 2011 |
| -------------- | ---- | ---- | ---- | ---- | ---- | ---- | ---- | ---- | ---- | ---- | ---- | ---- | ---- | ---- | ---- | ---- | ---- | ---- |
| Počet obyvatel | 3590 | 6400 | 5091 | 6897 | 6285 | 6388 | 5965 | 6062 | 5595 | 5201 | 5106 | 4296 | 4739 | 4580 | 4862 | 4691 | 4869 | 5100 |
| Počet domů     | –    | –    | –    | –    | 727  | 731  | 730  | 728  | 726  | 732  | 834  | 983  | 966  | 985  | 1022 | 1150 | 1215 | 1880 |

### Náboženský život

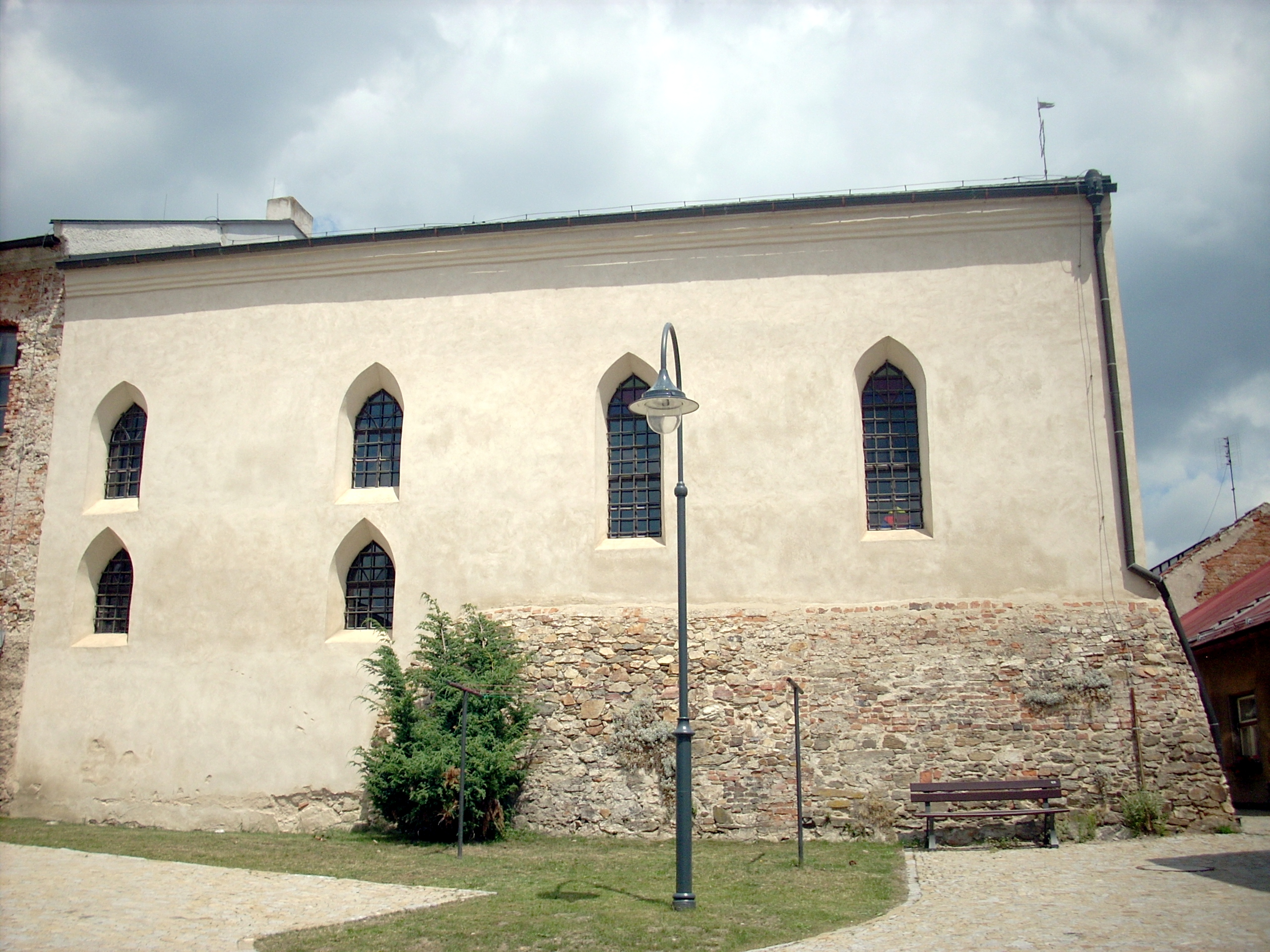
Synagoga

Obec spadá pod římskokatolickou farnost Polná, která náleží do havlíčkobrodského vikariátu a královéhradecké diecéze. Pod zdejší farnost spadají polenské místní části Hrbov, Janovice, Nové Dvory a Skrýšov, dále pak obce Brzkov, Dobroutov, Horní Věžnice a Záborná. Farním kostelem je chrám Nanebevzetí Panny Marie. Podle cenzu z roku 2011 se k víře hlásí 1059 z 5100 osob, z toho se 936 lidí hlásilo k římskokatolické církvi, 11 k Církvi československé husitské, 5 k Svědkům Jehovovým, 4 k Pravoslavné církvi a 3 k Českobratrské církvi evangelické. 341 věřících své vyznání neuvedlo, 1444 osob bylo bez náboženské víry. V roce 1921 zde žilo 3446 římských katolíků, 460 příslušníků církve československé husitské, 67 židů a 13 evangelíků, 200 osob bylo bez vyznání. Při sčítání obyvatel z roku 1930 bylo zjištěno 3458 katolíků, 339 příslušníků církve československé husitské, 51 židů, 19 evangelíků, 230 osob své vyznání neuvedlo.
Od 16. století až do období Protektorátu, do roku 1942, kdy začaly transporty do Terezína, zde žila početná židovská komunita, po které se dochovala barokní synagoga, rabínský dům a v podstatě intaktně zachovalé židovské ghetto. Objekty synagogy i rabínského domu byly v nedávné době zrekonstruovány péčí Federace židovských obcí a nachází se v nich expozice o místní židovské komunitě.

## Obecní správa a politika

### Místní části, členství ve sdruženích
Polná se dělí na pět místních částí (Hrbov, Janovice, Nové Dvory, Polnou a Skrýšov). Každá z částí má své samostatné katastrální území (pojmenované „Hrbov“, „Janovice u Polné“, „Nové Dvory u Kamenné“, „Polná“ a „Skrýšov u Polné“). Polná má jedenáct základních sídelních jednotek, a to čtyři pro místní části Hrbov, Janovice, Nové Dvory a Skrýšov a sedm na katastrálním území Polná s názvy Horní Město, Kalvárie, Nad Peklem, Podhora, Polná–historické jádro, U nádraží a V rovinách.
Polná je členem Dobrovolného svazku obcí Mikroregionu Polensko a Místní akční skupiny Českomoravské pomezí.

### Správní území
Město Polná je obec s pověřeným obecním úřadem pro celkově 16 obcí okresu Jihlava a. Jsou to: Arnolec, Brzkov, Dobronín, Dobroutov, Jamné, Jersín, Kamenná, Nadějov, Polná, Rybné, Stáj, Věznice, Věžnička, Zhoř a Ždírec.Věžnice (okres Havlíčkův Brod) byly od 1.1.2021 přeřazeny do správního obvodu (ORP i OPOÚ) Havlíčkova Brodu.

### Zastupitelstvo a starosta

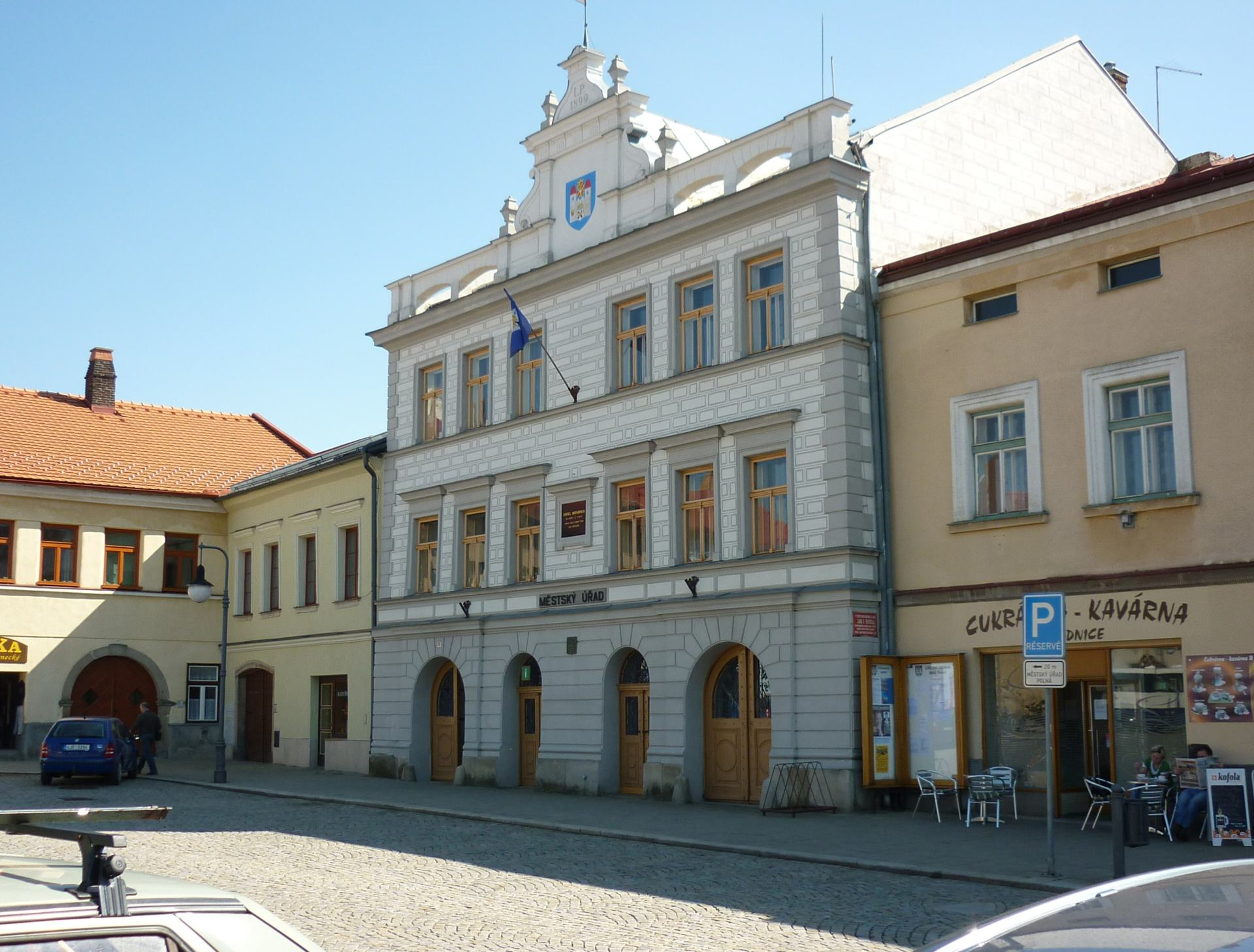
Radnice na Husově náměstí

Obec má 21členné zastupitelstvo, v čele sedmičlenné rady obce stojí starosta.
| Období    | Voliči | Účast v % | Mandáty | Výsledky | Starosta            |
| --------- | ------ | --------- | ------- | --- | ------------------- |
| 1994–1998 | 3542   | 75,24     | 21      | 5 KSČM 5 ODA 4 ODS 4 KDU-ČSL 1 Koalice SPR-RSČ, SDČR 1 Nezávislí kandidáti                                           | Radim Janů          |
| 1998–2002 | 3723   | 54,02     | 21      | 5 Sdruž.nezáv.kand.-míst.celkem 4 KSČM 4 KDU-ČSL 3 ČSSD 3 ODS 1 Strana konzervativní smlouvy 1 Koalice SPR-RSČ, SDČR | Jindřich Skočdopole |
| 2002–2006 | 3844   | 50,94     | 15      | 5 SNK Polná 3 KSČM 3 KDU-ČSL 2 ODS 2 ČSSD                                                                            | Jindřich Skočdopole |
| 2006–2010 | 3962   | 49,80     | 21      | 8 SNK Polná 4 ODS 3 KDU-ČSL 3 KSČM 2 ČSSD                                                                            | Jindřich Skočdopole |
| 2010–2014 | 4033   | 51,72     | 21      | 7 NEZÁVISLÍ PRO POLNOU 4 Polná – Dobrá adresa 3 KDU-ČSL 3 ČSSD 2 KSČM 2 ODS                                          | Jindřich Skočdopole |
| 2014–2018 | 4049   | 50,31     | 21      | 7 NEZÁVISLÍ PRO POLNOU 4 Polná – Dobrá adresa 3 Společně pro Polnou 2 KDU-ČSL 2 KSČM 2 ČSSD 1 ODS                    | Jindřich Skočdopole |

## Hospodářství

### Zemědělství a ostatní prvovýroba
Mlékárna Polná byla založená v roce 1938, o deset let později byly vybudovány nové za bývalým vlakovým nádražím. V roce 1952 byla firma znárodněna, do soukromého vlastnictví se dostala v roce 1990. Zaměřuje se především na výrobu sýrů. Jatka a zpracování hovězího a vepřového masa provozuje společnost SPEKTRUM, s. r. o., rostlinnou a živočišnou výrobou se zabývá SENECO, spol. s r.o.

### Průmysl

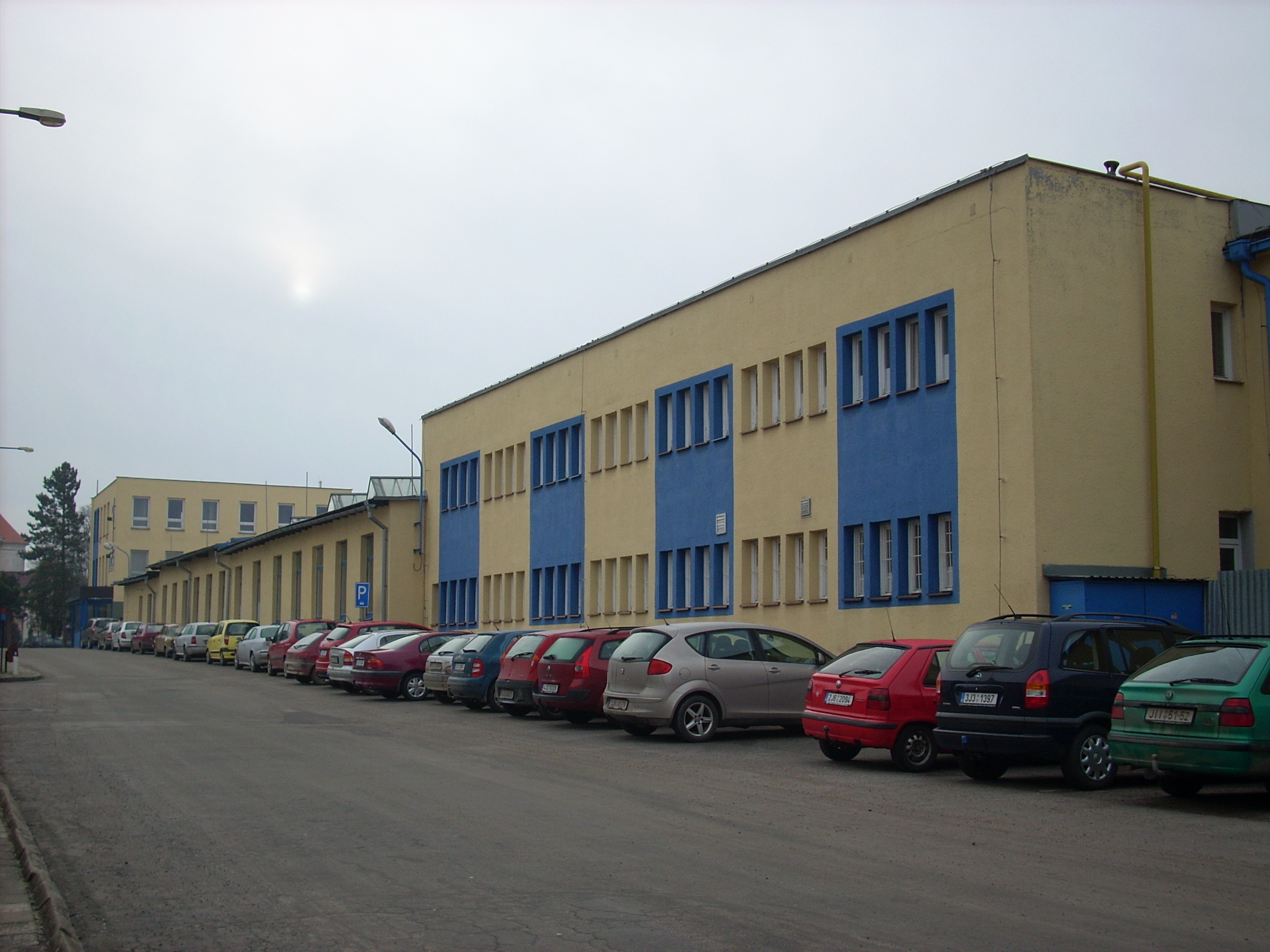
Továrna TKZ Polná

Sídlí zde firmy BRASSICA PAP vyrábějící hygienické papírové výrobky, HASOFT zaměřující se na stavební pojivové materiály, RENOT, jež renovuje a vyrábí tiskové kazety, výrobce doplňků a kování pro kuchyňské linky a šatní skříně Mivokor, továrna produkující plastová okna Dafeplast, výrobce dveří SAPELI, nábytkářství TEAK, dodavatel nábytkových hran, obalovacích a kašírovacích fólií pro nábytkářský průmysl VAREX producent polyetylénových obalů Adorah pila Pátek, kovovýroba a zámečnictví Kövak, Prášková lakovna Azure, podnik vyrábějící předokenní rolety ALTECH CZ a zhotovitel stavebního a nábytkového kování TKZ Polná. Tato firma vznikla již v roce 1911 jako Sláma a spol., továrna na kovové zboží, společnost s r.o.

### Služby

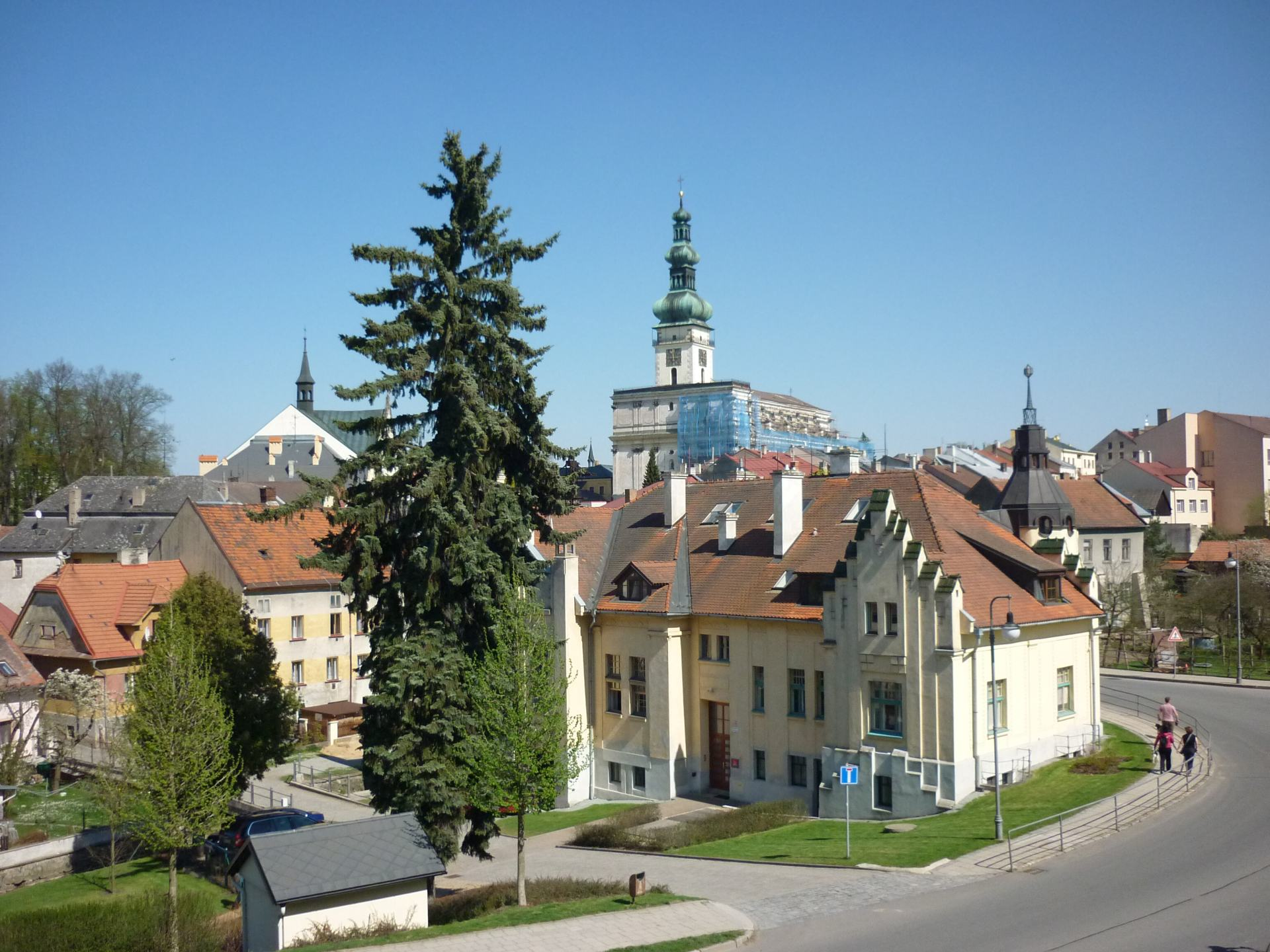
Městská elektrárna, sídlo firmy IP Izolace Polná

Ze státních úřadů zde sídlí stavební úřad a pobočka Úřadu práce v Jihlavě. Na Husově náměstí sídlí Česká pošta a pobočka České spořitelny. Na ulici Varhánkova stojí hasičská zbrojnice, kterou od roku 1983 využívá Hasičský záchranný sbor ČR, stanice Polná. Naproti kostelu Nanebevzetí Panny Marie sídlí Obvodní oddělení Policie ČR Polná, jež zajišťuje bezpečnost i okolních obcí. Pro seniory zde byl otevřen dům s pečovatelskou službou, na ulici Varhánkova stojí budova zdravotního střediska, kde ordinují dva praktičtí lékaři pro dospělé a jedna dětská lékařka, čtyři dentisté a několik specialistů (gynekologie, ortopedie, kožní, interní a revmatologická ambulance, neurologie, rehabilitace a dentální hygiena). Na Husově náměstí sídlí dvě lékárny. Nachází se zde dva hřbitovy, ten u kostela svaté Kateřiny již není v provozu, pohřbívá se na hřbitově u kostela svaté Barbory. Spolek na ochranu zvířat Polná provozuje psí útulek na Nerudově ulici. Veterinární služby poskytují dvě ordinace na ulicích Poděbradova a Varhánkova. Na ulici Na Lázni stojí sběrný dvůr firmy EKO-KOBA, s.r.o.
Z poskytovatelů služeb jsou hojně zastoupeny různé části stavebnictví. Tepelnými izolacemi se zabývají firmy IP Polná, Izolace Artex, IZOPOL a IZOLACE Slavík Miroslav. Stavebně-montážní práce nabízí firma REKOSTAV s.r.o. stavebniny prodává podnik Nest & Stavo v Malé cihelna Dále tu působí stavební společnost Lédl, stavebnictví Elmi.cz, Interiéry Pospíchal, vodoinstalatérství a topenářství Milan Rosůlek plynařství EK PLYNOTOP, truhlářství Vlach, zemní práce Jaroslav Venc a dvě společnosti zabývající se vrtáním studní Artemia a Josef Jekl. Poradenství v oblastech bezpečnosti a ochrany zdraví při práci a požární ochrany poskytuje firma POHASERVIS. Logistickými a skladovacími službami se zabývá WLACH TRANSPORT. Fungují zde tři čerpací benzinové stanice, jedna stojí na ulici Jihlavská, druhá, společnosti Silmet, stojí u silnice na Jihlavu a třetí, obchodního řetězce COOP, na ulici Palackého směrem na Zábornou.
Většina obchodů má sídlo v centru města, funguje zde několik obchodů s potravinami, večerky, obchod se zdravou výživou, tři zelinářské prodejny, za Polnou směrem na Zábornou sídlí supermarket družstva JMB (nyní COOP), který byl postaven v prostorách bývalého Státního statku Polná v roce 2004. Dále je tu několik obchodů s textilem, obuví, galanterie, secondhand a značková prodejna Pleas. Ze specializovaných prodejen je zde zastoupeno hračkářství, zlatnictví, hodinářství, elektro, domácí potřeby, dvě drogerie, tři zverimexy, papírnictví, knihkupectví, tři květinářství a obchod s výpočetní technikou.
Místní restaurační zařízení se nazývají Na kovárně, U Smrčků, U Bartáků, NonStop, Klub Zámecká rychta, Parlament, Krčma, Na Krajzontě, Sportbar v Offsajdu, Hospoda u Huňáčů, Zámek, Havana a Na Stadionu, v provozu jsou rovněž dvě cukrárny. Ubytování poskytují Penzion a pizzerie U Hilsnera, penzion TKZ na ulici Boženy Němcové, Apartmán Pod kostelem na Sezimově náměstí a dvě ubytovny v Domě dětí a mládeže a na zámku.
Z drobných živnostníků jsou zde mimo jiné zastoupeni kadeřnictví, fotograf, ladič pián Jan Kunc a sedlařství a brašnářství Jan Prokop.

## Doprava

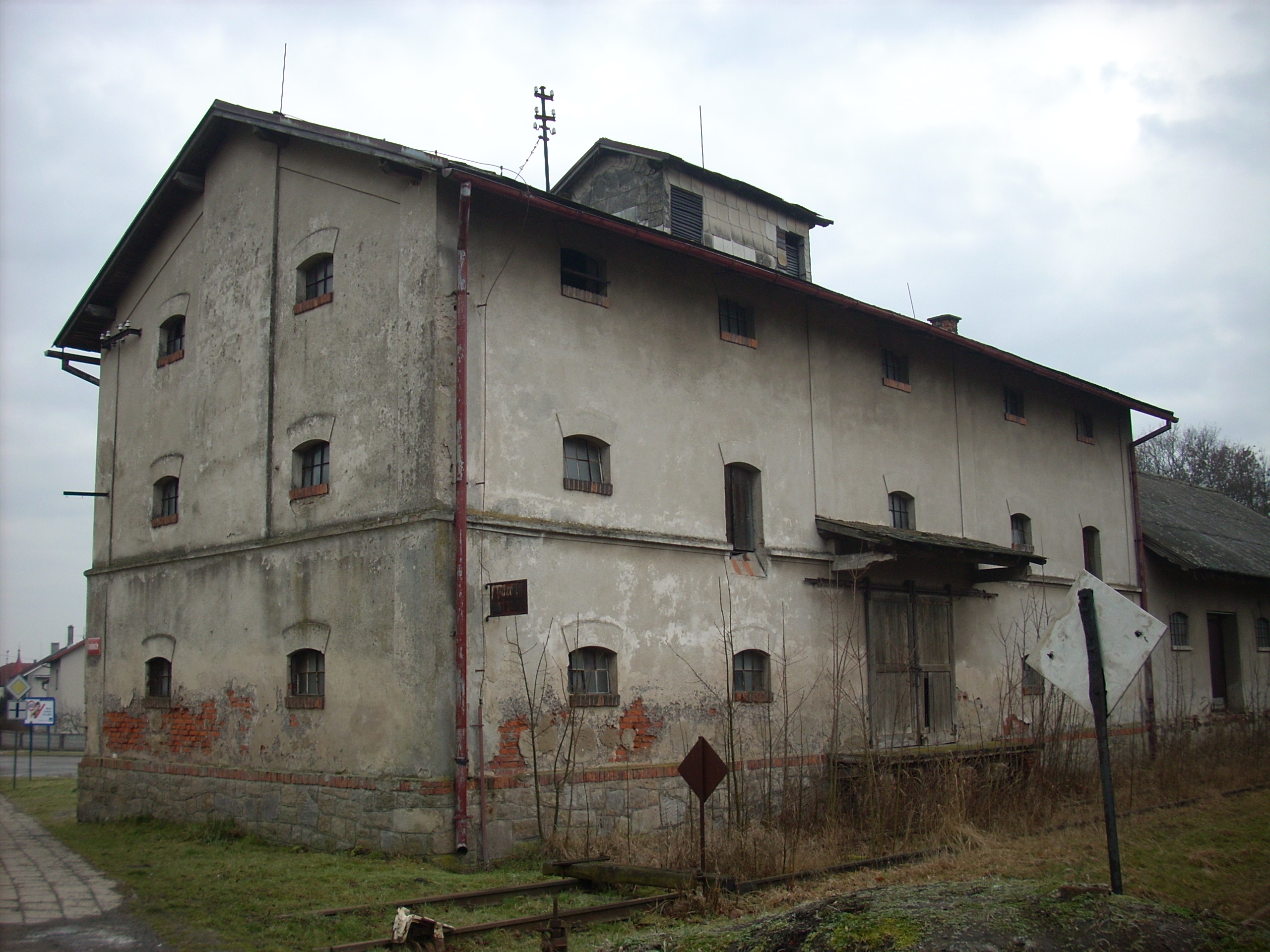
Bývalé vlakové nádraží

Městem prochází tři silnice třetí třídy. Od severu po směru chodu hodinových ručiček Silnice druhé třídy č. 351 do čtyř kilometrů vzdáleného Brzkova, silnice druhé třídy č. 352 do tři kilometry vzdáleného Hrbova, silnice druhé třídy č. 348 do Záborné (2 km), pokračování II/351 do 2,5 km vzdáleného Dobroutova, silnice třetí třídy č. 34820 do 3,5 km vzdálené Věžničky, pokračování II/352 do Ždírce (5 km), pokračování II/348 do Dobronína (4 km), Z Dolního města vedou dvě silnice třetí třídy, č. 34817 do 3 km vzdálených Nových Dvorů a č. 3503 do Věžnic (4 km).
Dopravní obslužnost obce je zajišťována silniční autobusovou dopravou tří dopravců ZDAR, a. s., ICOM transport a Arriva Východní Čechy. Autobusy jezdí ve směrech na Jihlavu, Havlíčkův Brod, Dobronín, Kamennou, Měřín, Přibyslav, Ostravu, Velké Meziříčí, Humpolec a Žďár nad Sázavou. Lokální trať Dobronín–Polná dlouhá 6 km byla v provozu v letech 1904–1985, do roku 2009 po trati příležitostně jezdily historické vlaky. Trať je v havarijním stavu a Správa železnic ji nabízí novým přepravcům.

## Společnost

### Školství

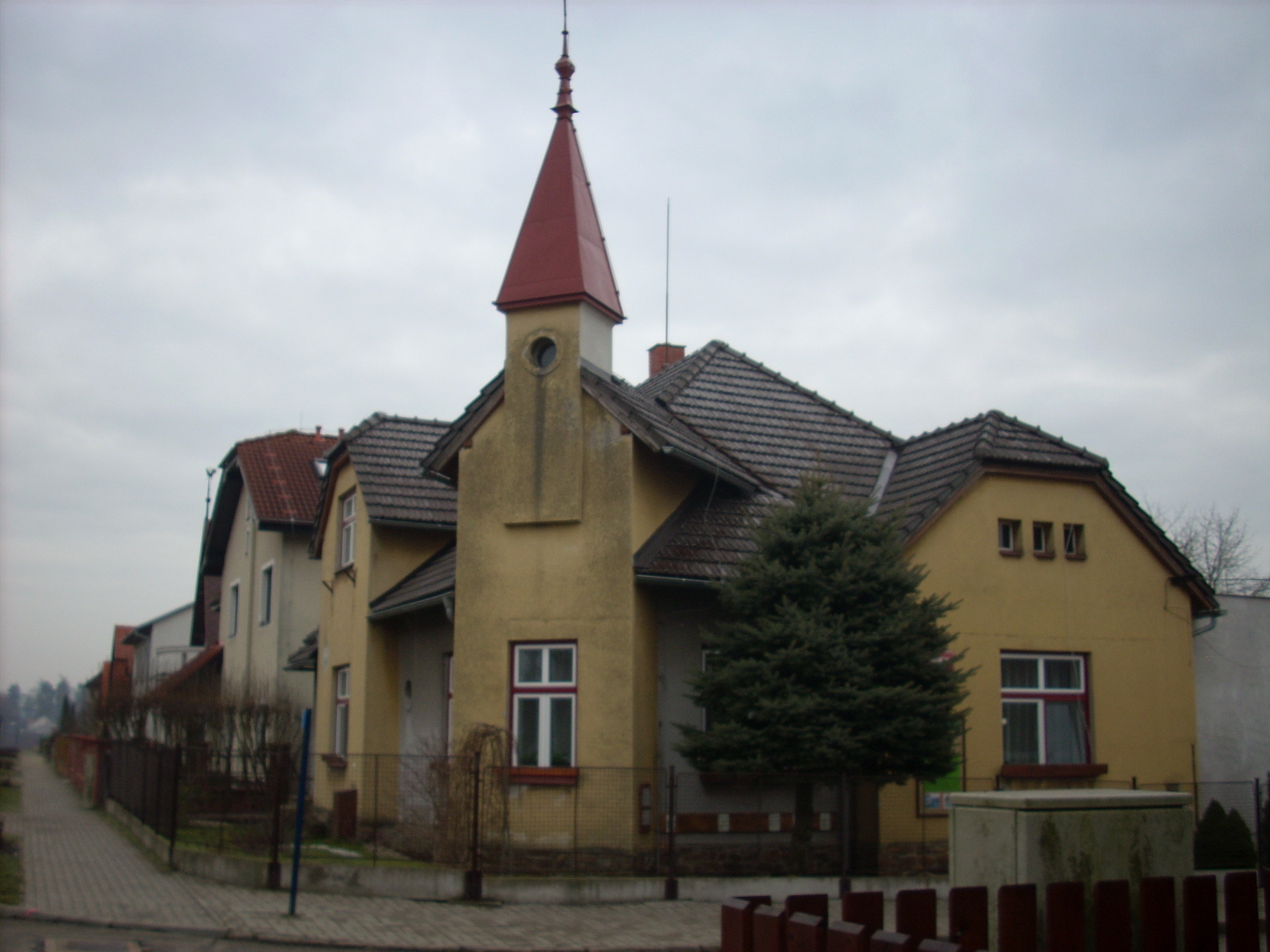
Mateřská škola Tyršova

První zmínka o škole v Polné pochází z roku 1447, kdy 21. října Jan Sezima z Rochova. Na konci 16. století v Polné existovala městská škola o třech třídách. Na přelomu 17. a 18. století měla polenská farní škola čtyři učitelská místa. Na počátku 18. století žáci docházeli za výukou do dvou domů v Horním městě a dvou domů ve městě. Okolo roku 1750 pro výuku měšťanských děti byla přenechána na žádost města stará fara, tzv. kaplanka. V roce 1780 se v kaplance nacházel byt učitele a dvě učebny, kde se vzdělávalo 180 dětí. V roce 1783 byla Kaplanka přestavěna, vznikly zde tři třídy. V letech 1804 až 1807 se výuka sloučila zpět do dvou tříd. V roce 1811 zde začala učit první žena M. Aurová a téhož roku byla otevřena čtvrtá třída. V roce 1813 školu navštěvovalo 385 žáků. V roce 1817 byla městská škola povýšena na hlavní, který čítala pět tříd. V roce 1825 školu navštěvovalo 529 žáků, z nichž 163 dětí bylo osvobozeno částečně či zcela od placení školného. Fungovala tu i židovská škola, jež spadala pod město a v roce 1841 ji navštěvovalo 68 dětí. V roce 1855 byla oddělena výuka pro chlapce a dívky. V roce 1882 byla otevřena nová školní budova na Pátku. Chlapecká měšťanská škola byla otevřena na Hlavním náměstí roku 1882, o osm let později i dívčí, ty sídlily v pronajatých prostorách Varhánkova ústavu, který byl postaven v roce 1885. Dívčí měšťanská škola byla otevřena v roce 1898 v Poděbradově ulici, o rok později se obecní i měšťanka pro dívky sloučily. Roku 1907 byl při chlapecké měšťanské škole otevřen jednoroční úřední hospodářský kurz, o rok později do něj mohly chodit i dívky. V roce 1913 byl provoz ukončen.
V roce 1940 se do prostor dívčí měšťanky přestěhovala jihlavská obchodní akademie, kde byla do roku 1941, kdy se přestěhovala do Pelhřimova. V té době se 720 žáků muselo vejít do 21 tříd bývalé chlapecké měšťanky na Komenského ulici. Na přelomu 1944 a 1945 byly obě školní budovy zabrány pro válečné účely a žáci si museli chodit pro zadání úkolů do biografu a učili se doma. Ve školním roce 1953/1954 vznikla osmiletá škola, která čítala 18 tříd se 641 žáky, v letech 1959/1960 přeměněna na devítiletou. V 70. a 80. letech 20. století školu navštěvovalo okolo 800 žáků, kteří se učili až v 28 třídách.

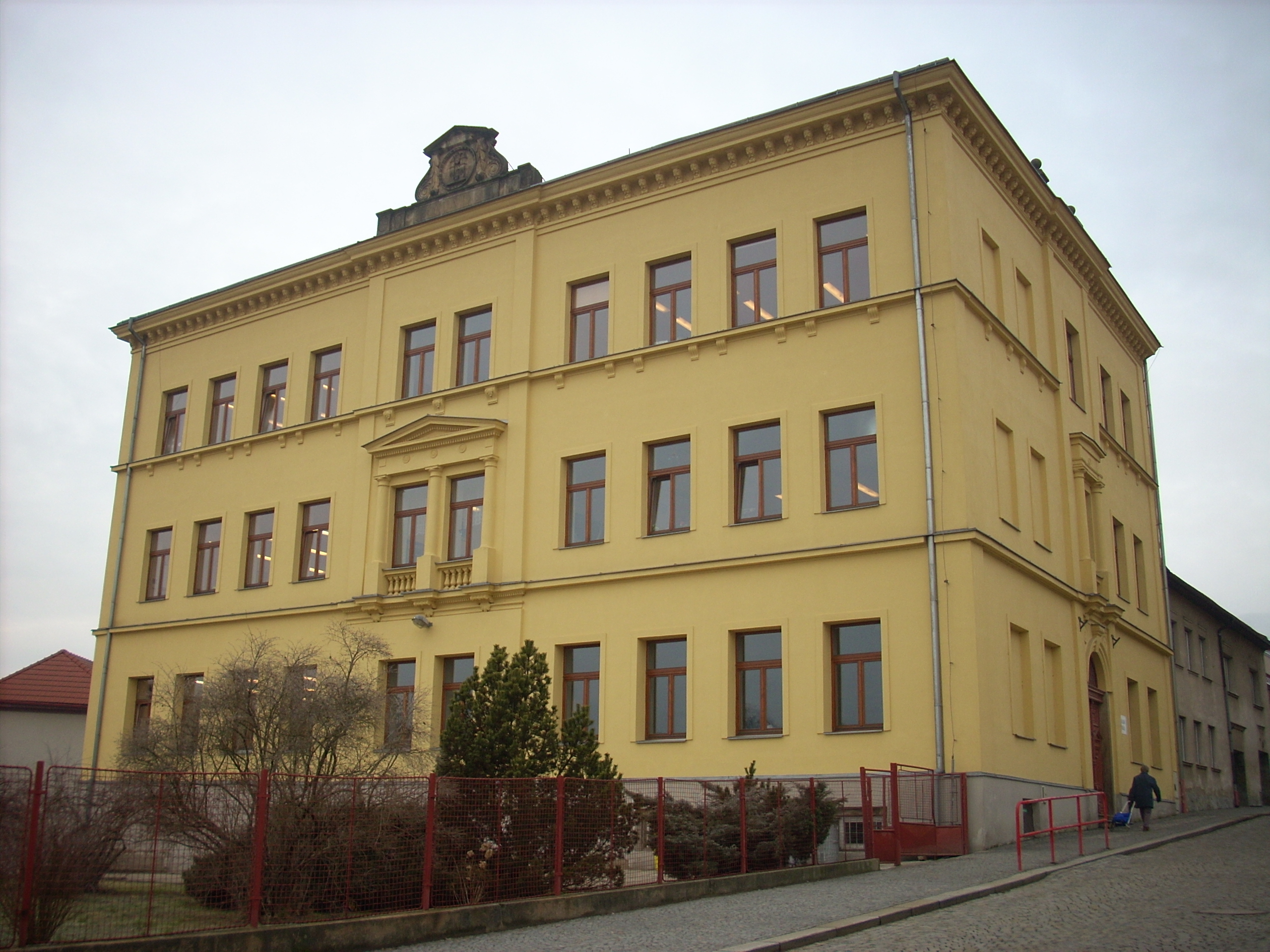
Základní škola, ulice Komenského

V roce 1968 byla v Polné zřízena Dívčí odborná škola, kde se vyučovaly předměty jak pro práci v kanceláři, tak pro zemědělství. Škola byla v roce 1974 zrušena. V prázdné budově vzniklo Střední odborné učiliště pro obor mechanik a seřizovač pletacích strojů, to se však přestěhovalo do Rožnova pod Radhoštěm. Pro potřeby Elchronu zde vzniklo hodinářské učiliště v budovách bývalé metrovky na Kateřinově. V roce 1963 se začalo stavět budovy u lesa Březina – internát. V roce 1980 přibyl obor fotograf a kožešník, který byl v roce 1985 přesunut do Třeště. Obě učiliště se v roce 1983 sloučila, přibyly ještě obory švadlena a truhlář. V 80. letech zdejší učiliště navštěvovalo na 400 žáků. V roce 1997 bylo učiliště sloučeno s SOU textilním a služeb v Jihlavě, přičemž obory švadlena a truhlář byly přesunuty do Jihlavy. Hodinářská škola k 30. červnu 2005 v Polné ukončila svůj provoz, ten byl přesunut do Jihlavy. Budovy byly prodány.
Funguje tu Dům dětí a mládeže, který nabízí zájmové kroužky a kurzy i pobytové či příměstské tábory. mateřské centrum Stonožka Mateřská škola má 3 pracoviště Varhánkova (6 tříd), Na Podhoře (3 třídy) a Tyršova (1 třída) Ve školním roce 2013/2014 Základní školu navštěvovalo 594 žáků ve 26 třídách, včetně jedné speciální třídy. Funguje tu Základní umělecká škola nabízející hudební, výtvarný, literárně-dramatický a taneční kurzy. Vznikla v roce 1989 a sídlí v zámku.

### Kultura

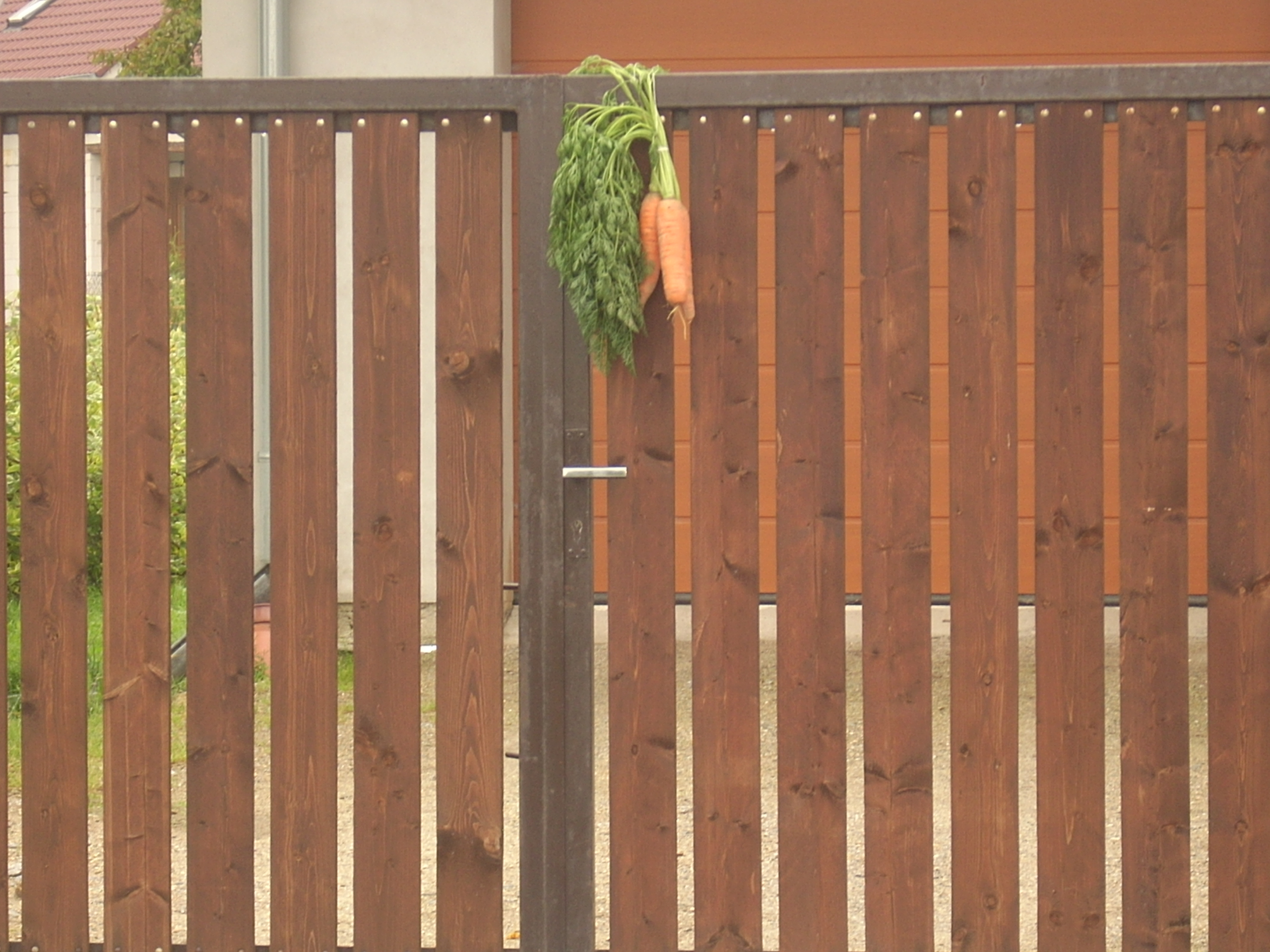
Domy ozdobené během Mrkvancové pouti

V budově místního zámku je v provozu Městské kino, jehož zřizovatelem je město Polná. V létě se promítá letní kino v areálu zámku a na náměstí filmy promítá Kinematograf bratří Čadíků. Působí zde dva spolky ochotnického divadla – Divadlo DUHA a Divadelní soubor Jiří Poděbradský. Ochotnické divadlo se tu poprvé hrálo v roce 1798, od roku 1808 hráli ochotníci česky. Loutkové divadlo sídlí v budově Husovy knihovny na Sezimově náměstí. Koncerty pořádá Kulturní středisko Polná v areálu zámku, bylo otevřeno v roce 1989, hlavní sál má kapacitu 1200 osob. Hraje tu Polenský big band, Polenská dechová hudba či Pěvecký soubor ČESTMÍR, který byl založen v roce 1860. Koncerty pořádají i žáci a absolventi zdejší Základní umělecké školy. Od roku 1652 se tu každoročně druhou neděli v září koná Mrkvancová pouť.
Je zde bohatý spolkový život, který zde funguje již od poloviny 19. století. Mezi nejvýznamnější spolky se řadí Klub za historickou Polnou, Spolek městského muzea, Klub seniorů, pobočky Klubu českých turistů a Českého červeného kříže či pobočky svazů – zahrádkáři, myslivci, rybáři, chovatelé poštovních holubů a včelaři. Sídlí zde i Junák a Spolek na ochranu zvířat. Sbor dobrovolných hasičů tu vznikl v roce 1872.
Husovu knihovnu založili v roce 1914. Dne 1. září 1930 v Husově knihovně zásluhou knihovníka Gustava Vítka zavedla jako první v republice volný přístup čtenářů ke knize (tzv. přímý výběr knih). Knihovna pořádá univerzitu volného času. V zámku sídlí Městské muzeum. Na Karlově náměstí v prostorách bývalého židovského města se synagogou se nachází Regionální židovské muzeum s expozicemi Historie židovského města a Případ Leopolda Hilsnera. Muzeum prochází rekonstrukcí, otevřeno by mělo být v červnu 2014. Město emituje informační měsíčník Polenský zpravodaj, vychází tu i měsíčník pro věřící Informace polenské farnosti a Klub Za historickou Polnou vydává každé čtvrtletí kulturně historický a vlastivědný sborník Polensko. V srpnu 2012 tu v půdních prostorách kostela Nanebevzetí Panny Marie Dominik Duka otevřel církevní muzeum.
Od roku 2010 se v areálu hradu a zámku koná unikátní mezinárodní festival ohně Polná v plamenech. Spektakulární přehlídka umělců s ohněm uvítala účinkující a účastníky z Čech, USA, Ukrajiny, Afriky, Izraele, Japonska, Itálie, Moldávie, Běloruska a dalších zemí. Kromě představení nabízí víkendová akce i řadu artistických workshopů pod vedením zkušených lektorů. Byly zde vytvořeny tři české rekordy s ohněm.

### Sport
Ke sportovnímu vyžití slouží dva areály – Areál u Pekla a Sportovní areál u Studánky. TJ Slavoj byl založen v roce 1927 jako Sportovní klub Polná. V roce 1990 bylo v jednotě registrována 552 členů. Provozuje fotbal, lední hokej, stolní tenis, tenis, volejbal a kulturistiku. Své jednoty zde mají Sokol a Orel. Dále tu fungují Klub vojáků v záloze, Skupina orientálních tanců Latifa, Slavoj Judo Polná, motokrosařský Moto racing Polná, RC modelářský klub, AIKIDO DDM POLNÁ a airsoft klub (AKP).

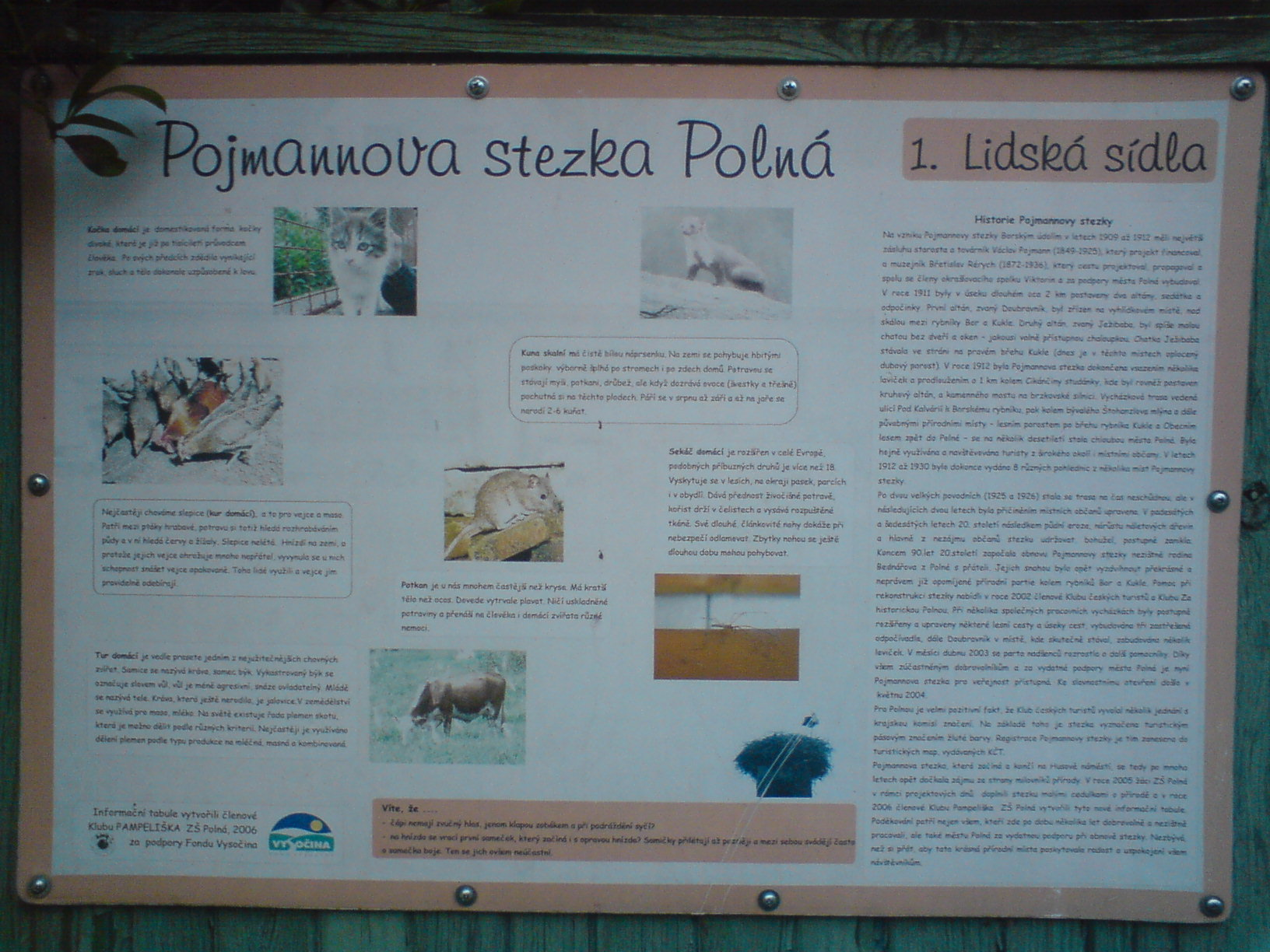
Informační tabule u prvního zastavení na Pojmannově naučné stezce

Modře značená turistická trasa z Věžničky po zpevněné cestě západně obchází les Březina přes Husovo náměstí k pět kilometrů vzdálenému rozcestí mezi Zhoří a Stájí. Žlutý okruh vychází z Husova náměstí až k rybníku Kukle na severním okraji města. Rovněž z Husova náměstí vede zeleně značená trasa lemující břeh řeky Šlapanky okolo rybníků Borský a Kukle a dále pokračují do Horních Věžnic. Polnou prochází tři cyklistické trasy. Č. 16 vede z Věžničky do Hrbova, č. 4336 z Dobronína do Záborné a č. 4157 vede z Dolního Města do Věžnic.
Počátkem 21. století byly vybudovány především zásluhou místních občanů dvě naučné turistické trasy. První z nich se nazývá Pojmannova naučná stezka, měří přibližně 6 km, původně byla vybudována v letech 1911–1913, obnovili ji v letech 1999–2002, má žluté značení. Startuje na Husově náměstí, dále vede kolem židovského hřbitova, Obecním lesem, podél rybníků Bor, Kukle až do Borského mlýna a poté se vrací zpět do centra města. Druhou je Klementova stezka, vznikla v roce 2006, je modře značena, převážně prochází kolem rybníku Peklo a lesem Březina.

## Pamětihodnosti
Centrum města bylo vyhlášeno městskou památkovou zónou.

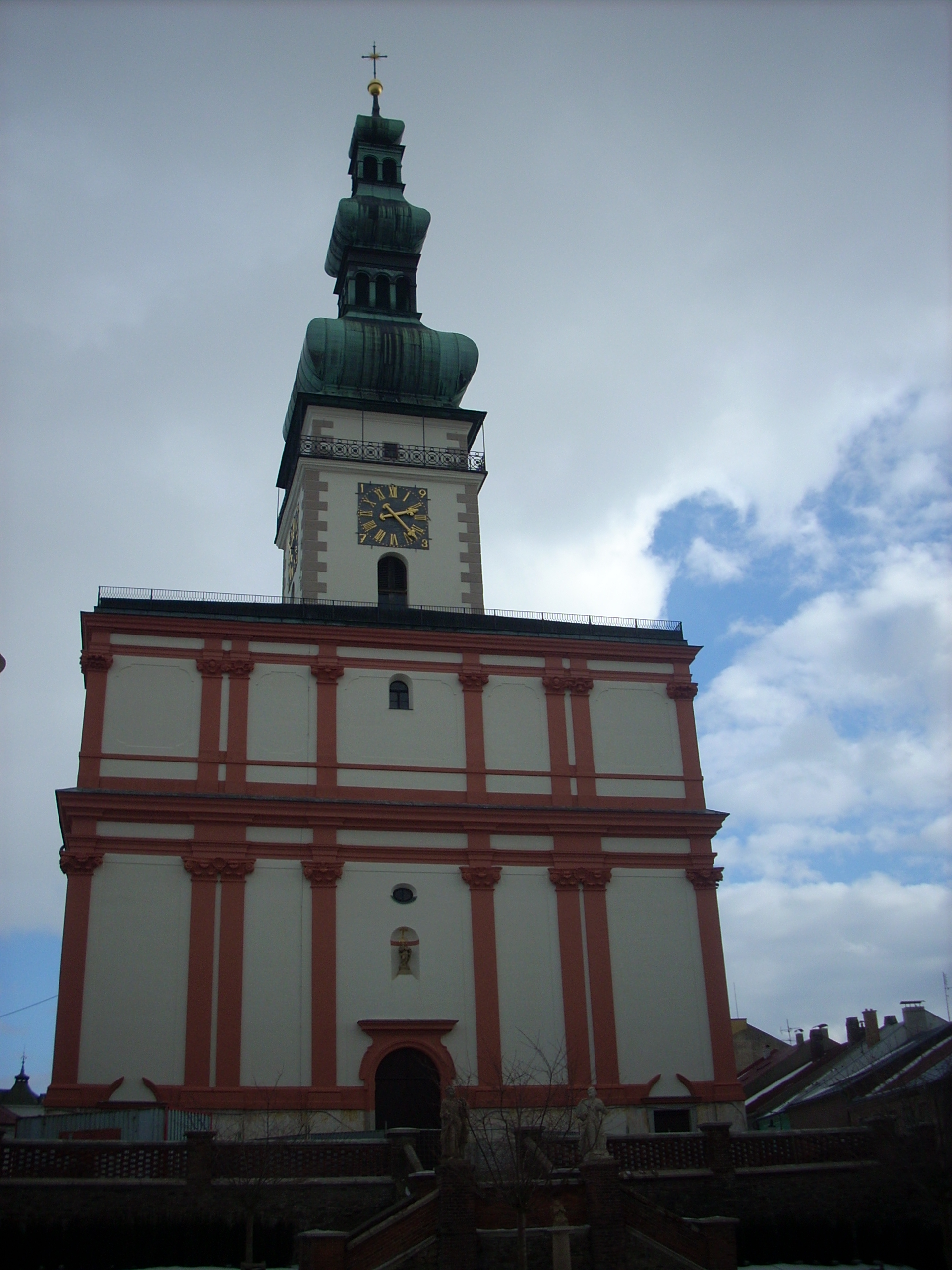
Děkanský chrám Nanebevzetí Panny Marie v Polné

### Kostel Nanebevzetí Panny Marie
Kostel Nanebevzetí Panny Marie je děkanský chrám z let 1700–1707. Postaven byl na místě gotického kostela Matky Boží, výstavbu financoval především Leopold Ditrichštejn, po jeho smrti roku 1708 se stavba chrámu pozastavila a už nikdy nebyla dostavěna tak, jak si ji majitel polenského panství představoval. V interiéru kostela lze spatřit ostatky svatého Liguriáše.

### Kostel svaté Anny
Novogotický kostel kostel svaté Anny stojící na Sezimově náměstí sloužil během přestavby hlavního chrámu jako náhradní svatostánek pro bohoslužby. Vystavěn byl v letech 1440–1447 na příkaz Jana Sezimy z Rochova a jeho manželky Kateřiny z Močovic. Původně sloužil jako kaple pro chovance špitálu, jehož je součástí. Spolu se špitálem je chráněný jako kulturní památka.

### Kostel svaté Barbory
Pozdně barokní kostel svaté Barbory stojí severně od Husova náměstí na Havlíčkově ulici uprostřed hřbitova. Vystavěn byl v roce 1725 na novém hřbitově založeném v roce 1710. Zasvěcen je sv. Barboře patronce umírajících. Věž byla po požáru obnovena v roce 1862.

### Kostel svaté Kateřiny
Kostel svaté Kateřiny je raně gotický kostel stojí na vrchu Kateřinov. Vznikl v letech 1378–1389 a sloužil jako modlitebna pro obyvatele podhradí. Okolo něj se nachází hřbitov z počátku 15. století, sloužil pro pohřby obyvatel sídlících okolo hradu a v Kateřinově. V interiéru kostela se dochovaly zbytky nástěnných maleb z 15.–16. století, znázorňující výjevy ze života Krista, sv. Jiří, tematiku Posledního soudu a Zmrtvýchvstání.

### Hrad a zámek
Hrad v Polné byl postaven kolem roku 1320 u rybníku Peklo, poté několikrát vyhořel, a po roce 1922 byl částečně rekonstruován. Další rekonstrukce probíhala postupně v letech 1985–2004. Od roku 1924 v něm sídlí městské muzeum. Z původního hradního paláce se dochovalo pouze patrové západní křídlo, renesančně přestavěné, na zemi nádvoří je přibližná rekonstrukce základů původních budov hradu.

### Karlovo náměstí
Karlovo náměstí leží na jihozápadním okraji centra města a je připomínkou již zaniklé židovské komunity. Židovské město bylo v Polné založeno roku 1680. Náměstí tvoří dvě části – horní je bývalé Židovské náměstí, obklopené trojúhelníkovým blokem domů, a dolní je bývalý Rabínský plácek, který vznikl rozšířením ghetta v roce 1740. Cennými stavbami jsou Rabínský dům a synagoga. Ze starších technických památek se dochovala litinová pumpa.

### Synagoga v Polné
Synagoga v Polné stojí na Karlově náměstí a sídlí v ní Regionální židovské muzeum. Založena byla ihned po založení ghetta v letech 1680 – 1682. Z původního barokního vzhledu synagogy se zachovala čtyři okna s lomeným obloukem a fragment nejstarší výmalby. V letech 1996–2000 prošla rekonstrukcí. Vedle synagogy se nachází rabínský dům.

### Židovský hřbitov
Židovský hřbitov v Polné se nachází na severozápadním okraji města pod vrchem Kalvárie, okolo teče říčka Šlapanka. Založen byl v roce 1597 a v 18. a 19. století byl několikrát rozšířen. Nachází se na něm asi 1 300 barokních, klasicistních i novodobých náhrobků, nejstarší náhrobní kámen pochází z roku 1683, nejmladší z roku 1940. 

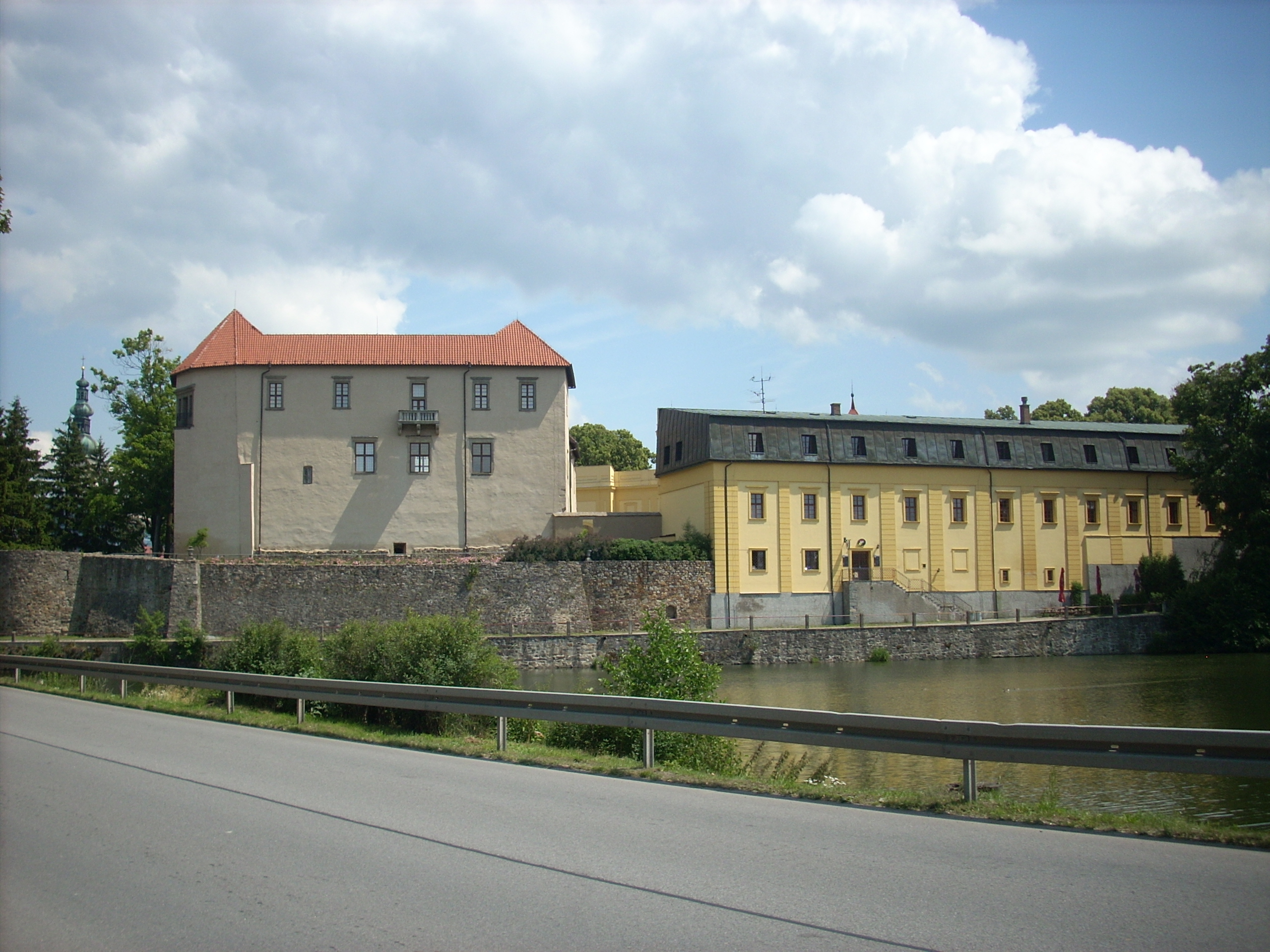
Hrad a zámek Polná

### Ostatní pamětihodnosti
- Počátky osidlování zdejšího území připomíná soutěska Klešter, která sloužila jako celnice. Mezi industriální památky se řadí secesní městská elektrárna a budovy měšťanského a panského pivovaru, které stojí na ulici Komenského, respektive Na Lázni.
- V severní části města se na výšině Kalvárie nachází Křížová cesta. V roce 2011 bylo ve městě otevřeno Muzeum kutilství.
- Pamětní deska Josefu Toufarovi na Palackého ulici.[195]
- Smírčí kámen U zmrzlých

## Osobnosti
- František Augustin (1846–1906), zakladatel moderní české meteorologie
- Dr. Ing. Rudolf Gilbert (1896–1984), filatelista, profesor na grafické škole
- Bohumil Hrabal, spisovatel strávil tu část dětství (1916–1919) se svými rodiči v měšťanském pivovaru
- František Kašík (1888–1969), voják, vynálezce protitankové překážky rozsocháč, též český ježek
- Karel Ludvík Klusáček (1865–1929), akademický malíř
- Kašpar Knittl (1825–1882), skladatel, varhaník, sbormistr
- Karel Knittl (1853–1907), hudební skladatel, teoretik a pedagog, dirigent Hlaholu
- Josef Kuhn (1911–1984), český varhaník a hudební skladatel
- Václav Viktor Morávek (1715–1779), sochař
- Kamila Moučková (1928), rozhlasová a televizní hlasatelka
- Božena Němcová, v Polné žila v letech 1840–1842
- Havel Palamedes (druhá polovina 16. stol.), městský písař, zakladatel nejstarší městské knihy (rychtářské), absolvent Wittenberské univerzity
- Antonín Pittner (1814–1897), představitel národního obrození, starosta města
- Vlasta Pittnerová (1853–1926), spisovatelka
- Josef Věromír Pleva (1899–1985), spisovatel
- Jiří Ignác Pospíchal (1634–1699), velmistr křižovnického řádu, ekonom
- Břetislav Rérych (1872–1936), učitel a ředitel školy, všestranně veřejně a kulturně činný
- Prokop Sedlák (1838–1920), podnikatel a politik, poslanec Českého zemského sněmu
- Gertruda Sekaninová-Čakrtová (1908–1986), právnička, politička, disidentka

### Čestní občané
- Václav Michal Pešina (1782–1859), kaplan a katecheta na místní škole, později infulovaný kanovník u sv. Víta v Praze
- František Pojmon (1817–1902), obrozenecký kněz, spisovatel, historik
- Josef Seidl, kaplan a katecheta hlavní školy polenské
- František Ninger, kaplan a katecheta hlavní školy polenské
- František Palacký (1798–1876), zakladatel moderního českého dějepisectví
- František Ladislav Rieger (1818–1903), staročeský politik
- Karel Klaudy (1822–1894), zemský poslanec, purkmistr pražský
- Franciszek Jan Smolka (1810–1899), říšský poslanec za Lvov
- Richard Belcredi (1823–1902), předseda rakouské vlády, uděleno 1865 za pomoc občanům při požáru 1863)
- Antonín Schmidt (1820–1897), notář, kulturní a osvětový činitel, zakladatel Čtenářské besedy, 1. předseda pěveckého sboru Čestmír
- Antonín Klusáček (1817–1898), revolucionář 1848, učitel
- Ferdinand Voith (1812–1882), krajský hejtman v Čáslavi
- Karel Varhánek (1829–1900), podnikatel a mecenáš
- Jan Varhánek, továrník, věnoval městu rybník, který je po něm pojmenovaný
- Ignác Spinar (1816–1896), pedagog, činný ve spolcích
- Václav Pojmann (1849–1925), podnikatel a mecenáš
- Tomáš Garrigue Masaryk (1850–1937), první československý prezident
- Edvard Beneš (1884–1948), druhý československý prezident
- Gustav Habrman (1864–1932), ministr školství, později ministr sociální péče
- František Staněk (1867–1936), člen domácího odboje
- Alois Jirásek (1851–1930), spisovatel
- Prokop Drtina (1900–1980), ministr spravedlnosti ČSR. Uděleno po válce, v roce 1948 odebráno.
- Klement Gottwald (1896–1953), komunistický politik a prezident Československa. Uděleno 1948, odebráno 2008.[196]